# Musée historique de Haguenau
 (novembre 2024).
Le Musée historique de Haguenau est un musée situé dans la ville éponyme dans la circonscription administrative du Bas-Rhin et, depuis le 1er janvier 2021, dans le territoire de la Collectivité européenne d'Alsace, en région Grand Est.

## Histoire
Les premières collections furent réunies par la Ville de Haguenau dès le milieu du XIXe siècle. Il s'agissait de collections numismatiques, archéologiques, d'arts décoratifs et de traditions populaires.
Il abrite une grande collection archéologique, d’art nouveau, d’art religieux, chrétien et juif, de beaux-arts, des manuscrits, ainsi que des tenues, des insignes et des armes d’histoire militaire.

## Architecture

### Architecture extérieure
Entre 1900-1905, le maire Xavier Nessel décide de construire le Musée historique pour y abriter sa fameuse collection dont il fait don à la ville. Cet édifice de styles néo-gothique et néo-Renaissance est édifié par le cabinet d'architectes strasbourgeois Kuder et Müller (association entre les deux architectes de 1892 à 1906). Deux bâtiments construits à la même période à Strasbourg par ce cabinet d'architectes rappellent le Musée historique : la villa Mathy, 1 rue Herder à La Roberstau (1903) avec le fer forgé, les fenêtres et les pignons ou encore la Palatia, le cercle de la corporation des étudiants, au 6 rue Pierre Bucher (1902) qui dispose des mêmes ferronneries aux grilles.
Le bâtiment est destiné à conserver les résultats des fouilles du maire Nessel (le musée), ainsi que les ouvrages et les archives municipales (la bibliothèque), comme l'indique le fronton de l'entrée.

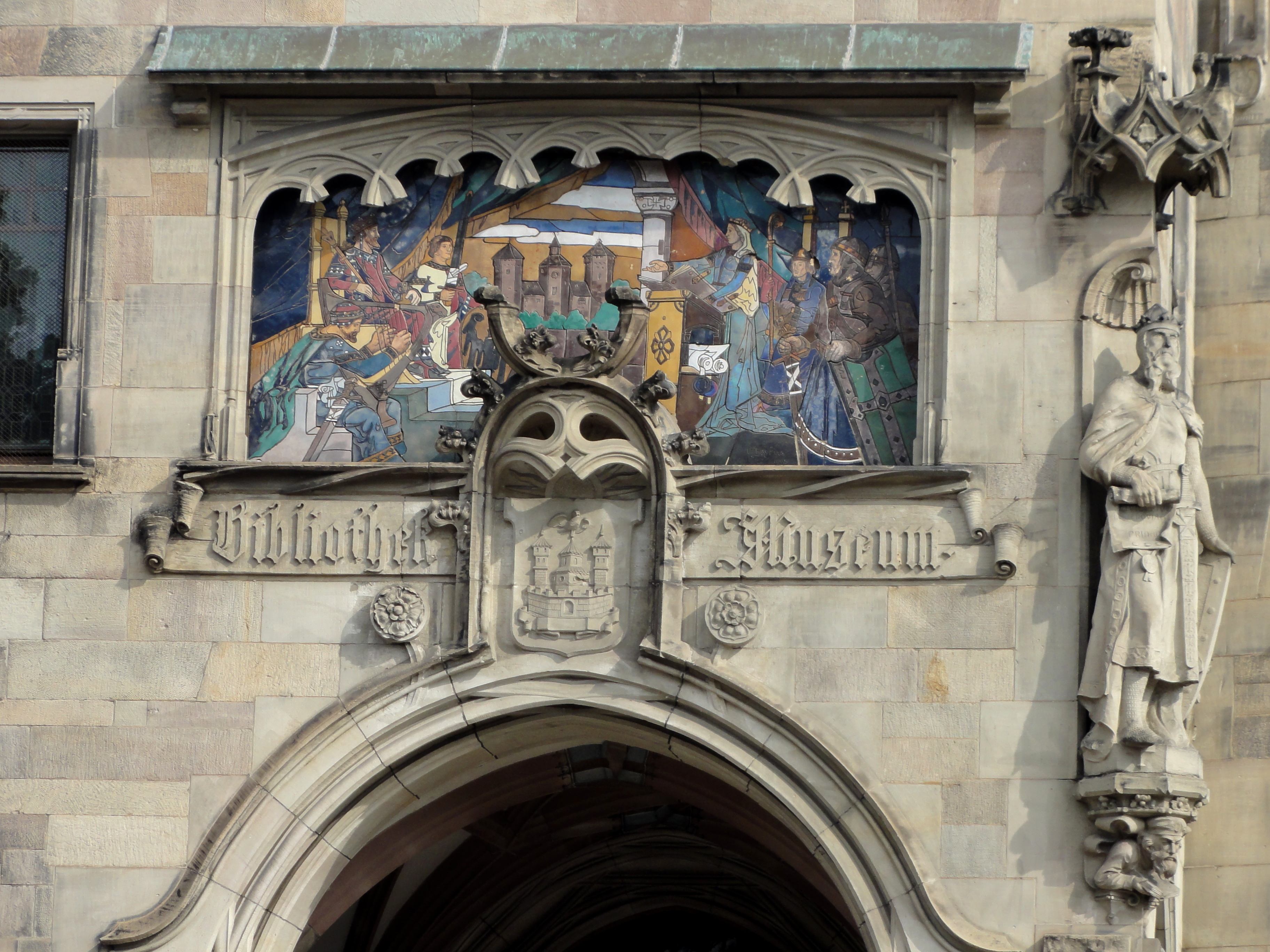
Le fronton de l'entrée du Musée historique

À l'extérieur, on trouve à l'angle de l'entrée du musée la sculpture de Frédéric Barberousse du sculpteur Charles Albert Schultz, une céramique au fronton de l'entrée du musée de "la cour de l'empereur" de Charles Bastian sur un modèle de dessin de l'illustrateur Léo Schnug et sous le porche de l'entrée une autre céramique de Charles Bastian représentant l'atelier du copiste Diebold Lauber inspiré d'un dessin de Léo Schnug.
Les ferronneries (grilles du portail, des fenêtres) sont de Karl Weiss, ferronnier de Karlsruhe, mais la réalisation a été confiée au Haguenovien Wilhelm Ehrardt.

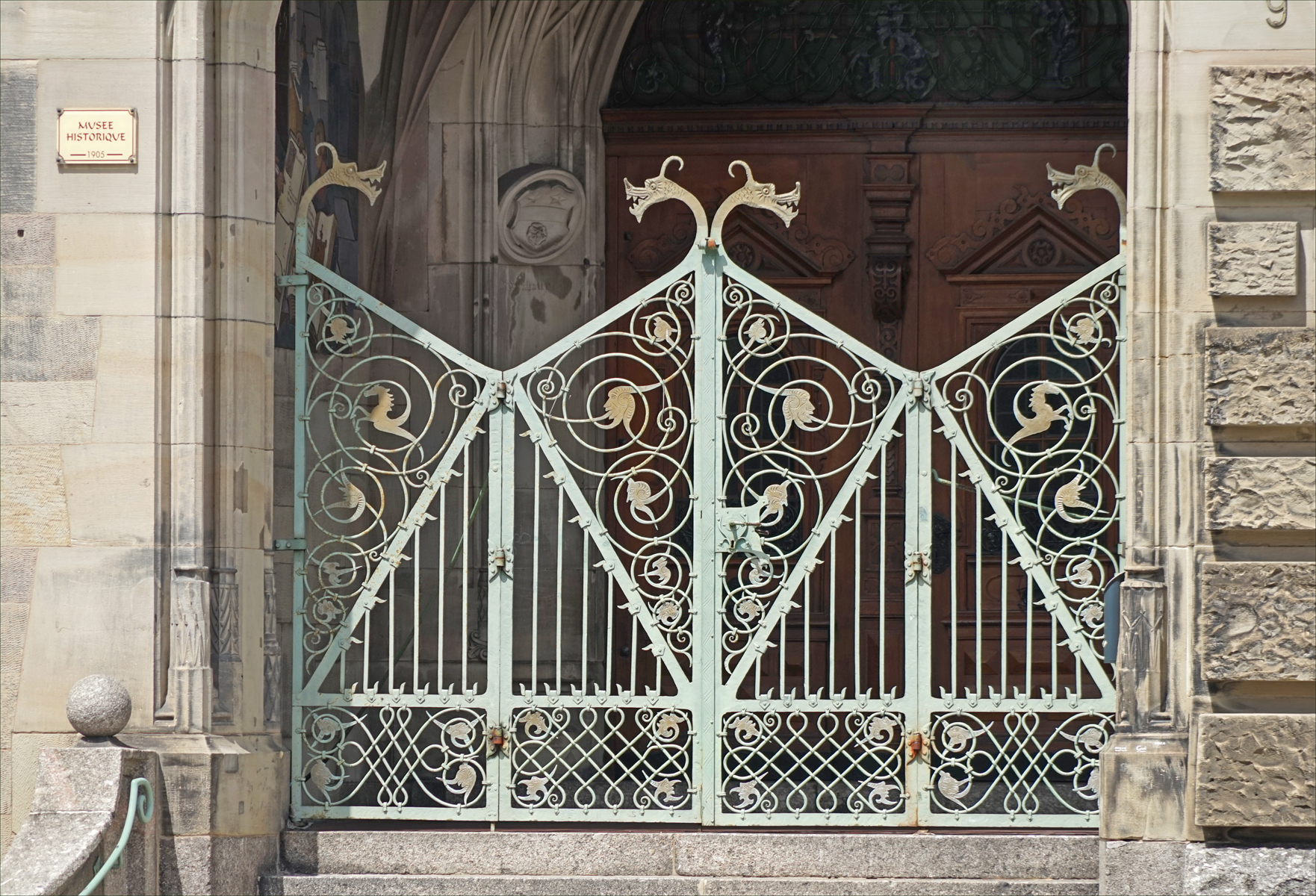
Entrée du Musée.

### Architecture intérieure

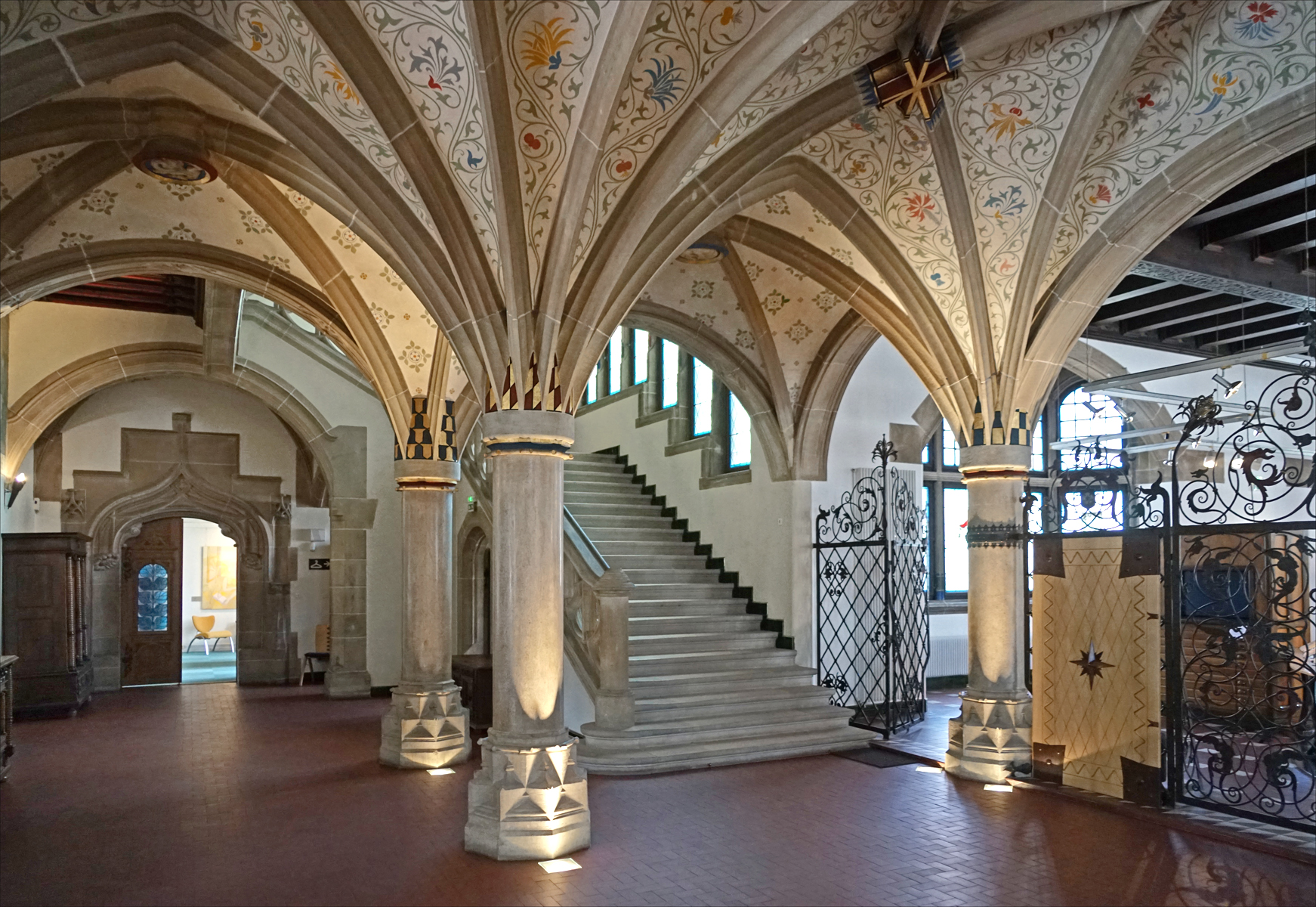
Hall d'entrée
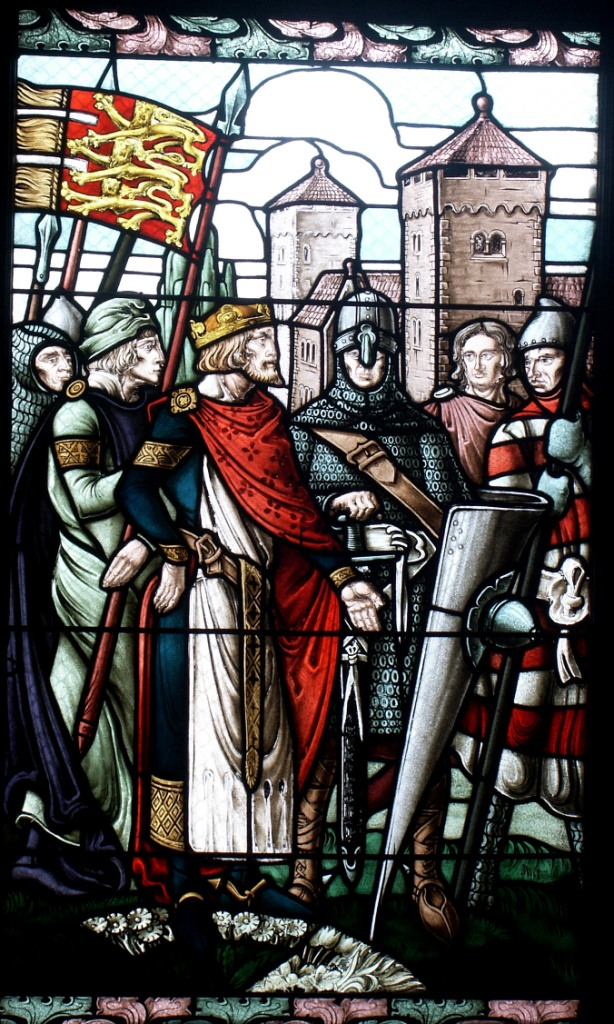
Jugement de Richard Cœur de Lion à Haguenau
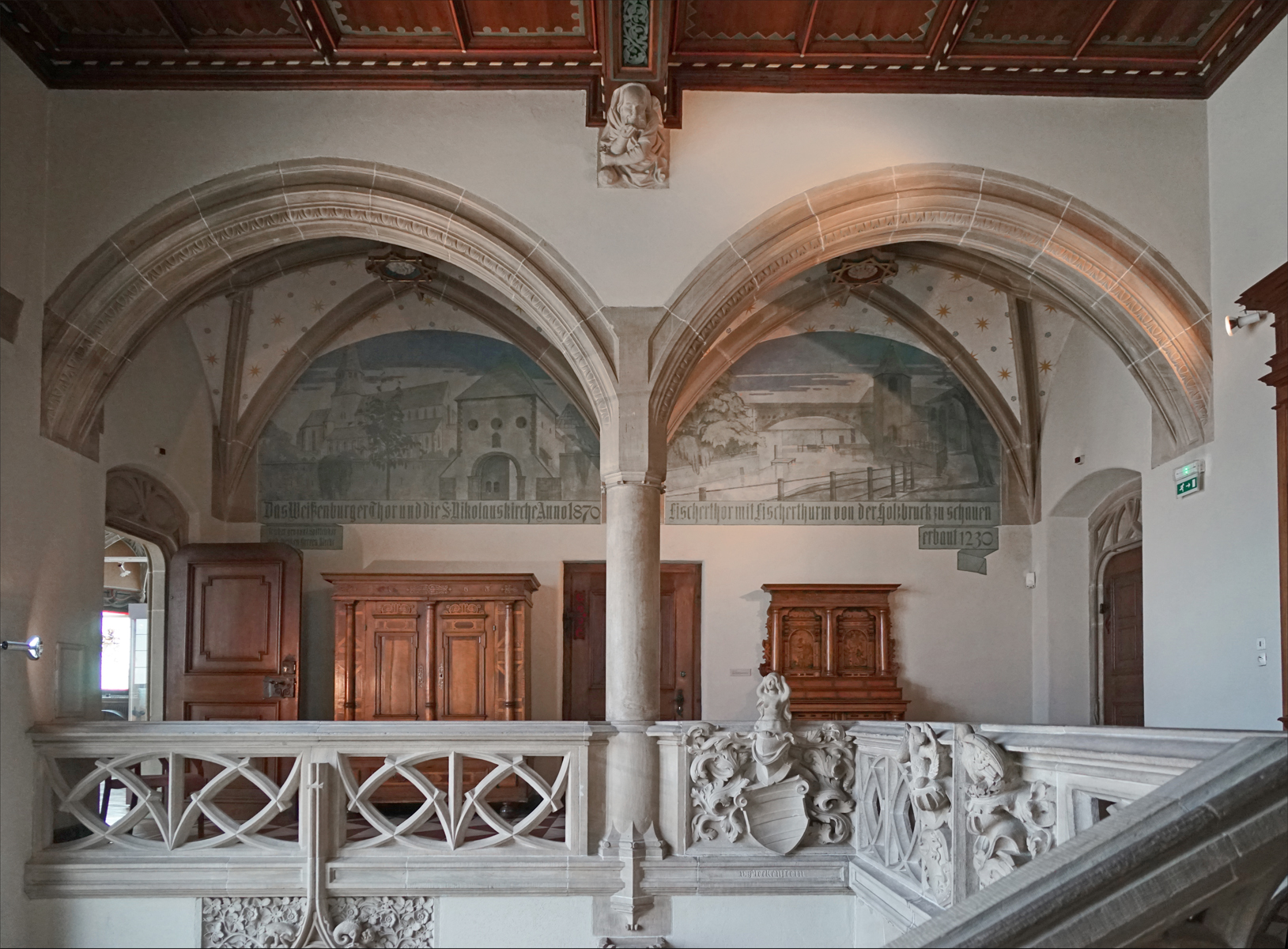
Peinture murale de différentes parties de la ville.
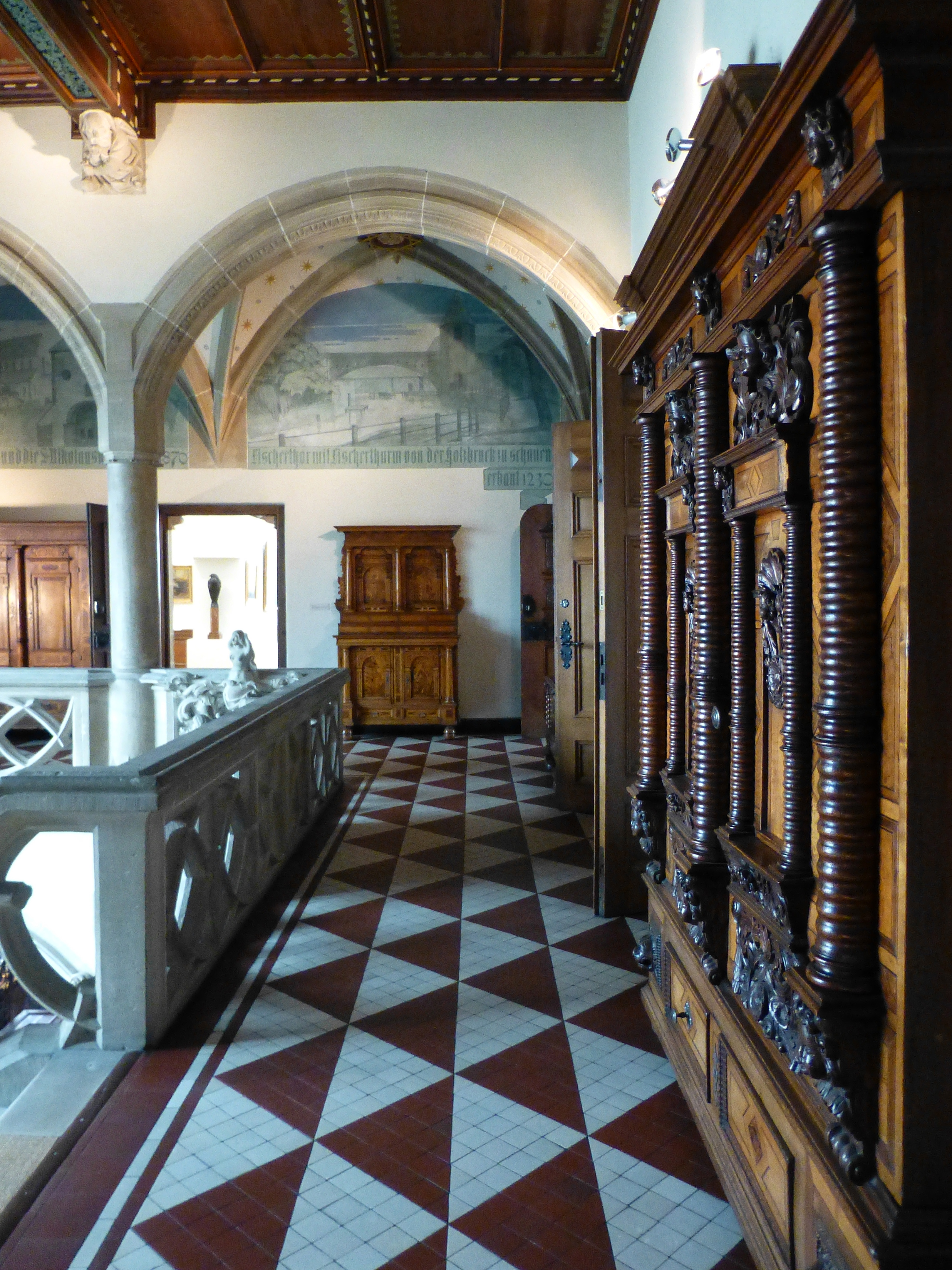
Couloir agrémenté de meubles anciens et de sculptures.

À l'intérieur du musée, on trouve de nombreuses décorations : on peut admirer une statue d'Herrade de Landsberg (dans le hall sous les escaliers) de Charles Albert Schultz, des fresques des entrées de Haguenau d'Auguste Spinner (la Porte de Wissembourg à Haguenau à la date de 1870, la Porte de Strasbourg à Haguenau, le Quai des Pêcheurs à Haguenau, l'église Saint-Nicolas) et des verrières héraldiques d'Auguste Schüler. De ce même peintre verrier Auguste Schüler, on trouve à droite à l'entrée la verrière du jugement de Richard Cœur de Lion par Henri VI (empereur du Saint-Empire) à Haguenau en 1193 qui s'inspire d'un dessin de Léo Schnug.

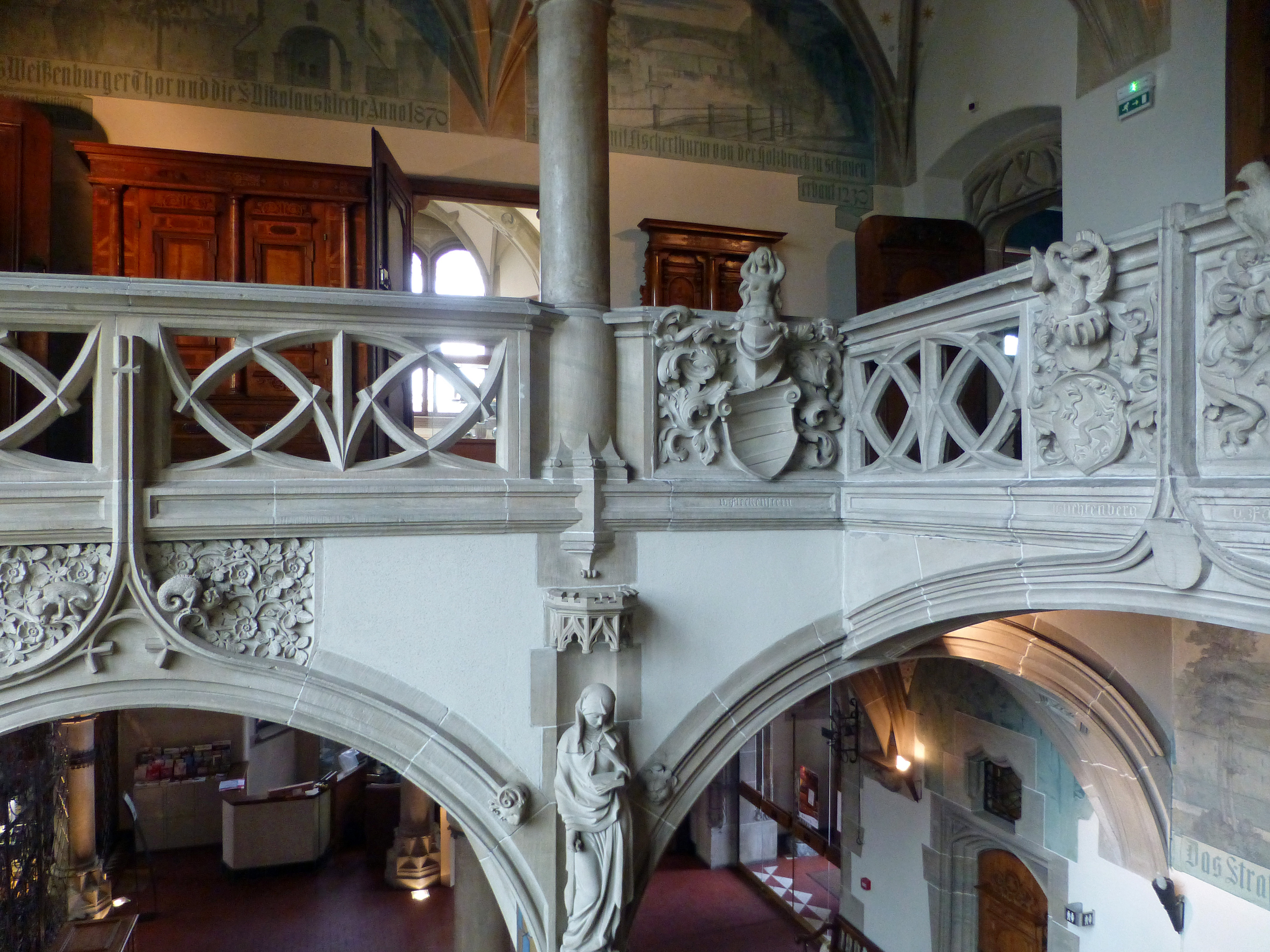
Statue de Herrade de Landsberg par Albert Schultz

## Collections

### Collections archéologiques

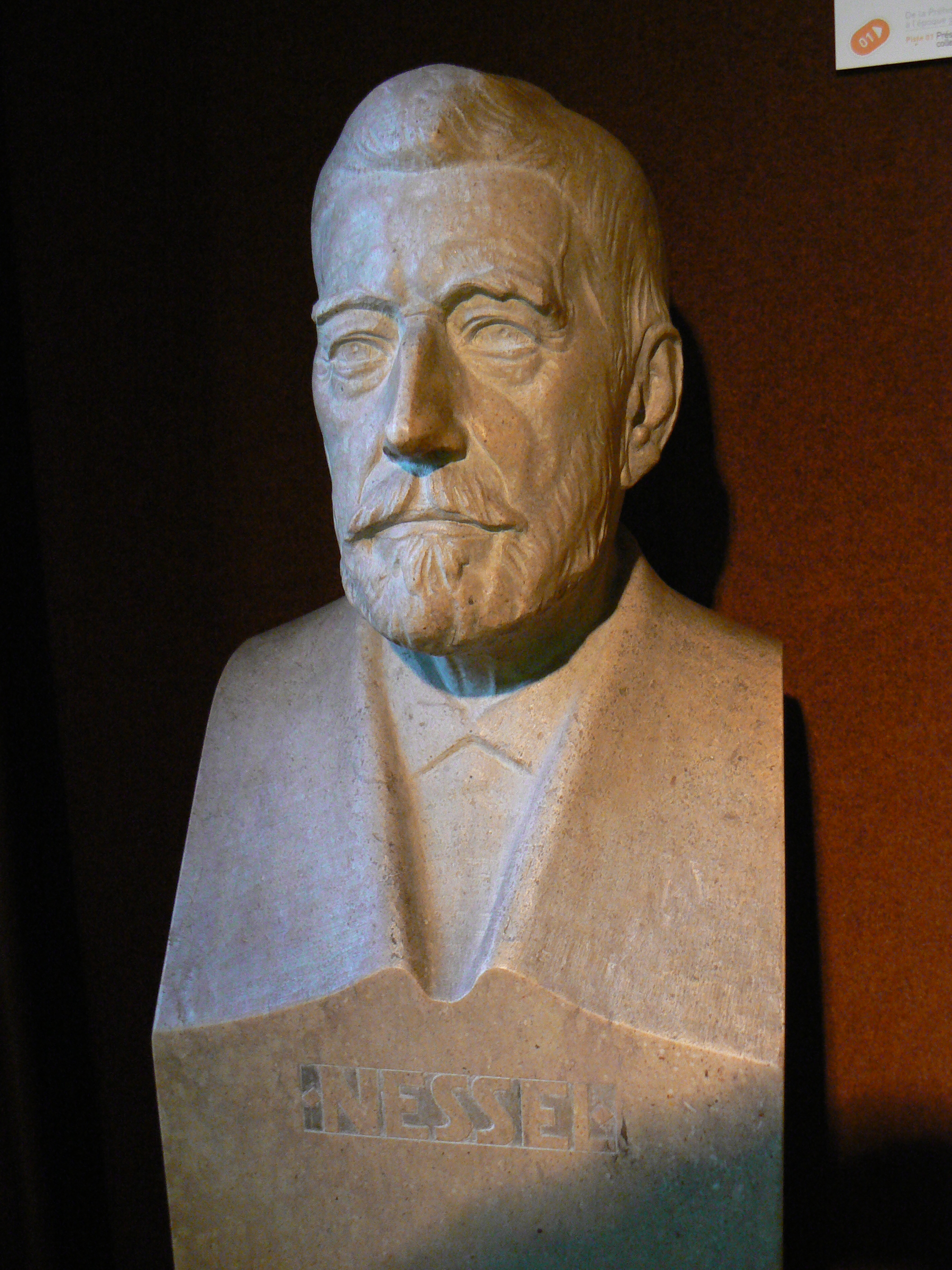
Buste de X. Nessel par A. Marzolff

Les premiers hommes s’installent principalement en lisière de la forêt de Haguenau, sur les terrasses bordant les rivières de Haguenau et Oberhoffen-sur-Moder en 8 000 av. J-C. Selon le spécialiste et chercheur au CNRS Gilles Gaucher, le Musée historique de Haguenau recèle "une exceptionnelle collection d'objets des arts du Bronze et du Fer".
Au sous-sol, on peut voir des objets de l'Âge du bronze (- 1 800 à - 750) et de l'Âge du fer (-750 à - 50) :
- Les collections de silex du Mésolithique et de belles haches de pierre polie néolithiques.
- La reconstitution des tombes sous des vitres provenant des 450 tumulus de 15 mètres de diamètre de l'âge du bronze fouillés, par M. de Ring, puis de 1870 à 1894 par Xavier Nessel[7]. Le travail de X. Nessel est considéré, en 2010, comme une référence par les archéologues travaillant sur cette période. Dans une partie de la forêt de Haguenau explorée par X. Nessel et inventoriée à nouveau, en 2010, par des archéologues du Pôle d’Archéologie Interdépartemental Rhénan (PAIR) , "ce sont 70 des 112 tertres numérotés par X. Nessel qui ont pu être corrélés avec ceux découverts lors de la prospection, soit 62,5% du corpus. Six tertres recensés par X. Nessel (environ 5,5% du total) ont été détruits de manière certaine, mais nombreux sont ceux qui ont pu disparaître du fait de l’exploitation forestière, notamment dans les briqueteries"[8].

Le cahier de fouilles du maire Xavier Nessel (1834-1918) comporte des descriptions, des plans et des croquis. X. Nessel n’a jamais publié lui-même ses résultats mais ses carnets de fouilles ont été synthétisés par l'archéologue et conservateur du Musée archéologique de Strasbourg Claude Frédéric-Armand Schaeffer avec l'aide de l'archiviste de Haguenau l'abbé Gromer dans deux ouvrages, l'un édité en 1926, Histoire de pierre néolithiques du musée de Haguenau sur l'âge du bronze et l'autre en 1930, Les Tertres funéraires préhistoriques de la forêt de Haguenau  sur l'âge du fer.
Le cahier de fouilles a été numérisé et est visible sur une vidéo. En face du cahier de fouilles numérisé se trouve une statue de Xavier Nessel réalisée, en 1918, par le sculpteur alsacien Alfred Marzolff à la demande de la municipalité de Haguenau en hommage au fondateur du Musée historique, à l'archéologue et au collectionneur.
- La collection de l'âge du fer montre de beaux exemples de céramiques, d'épées, de bijoux en or et de ceintures décorées en tôle de bronze.

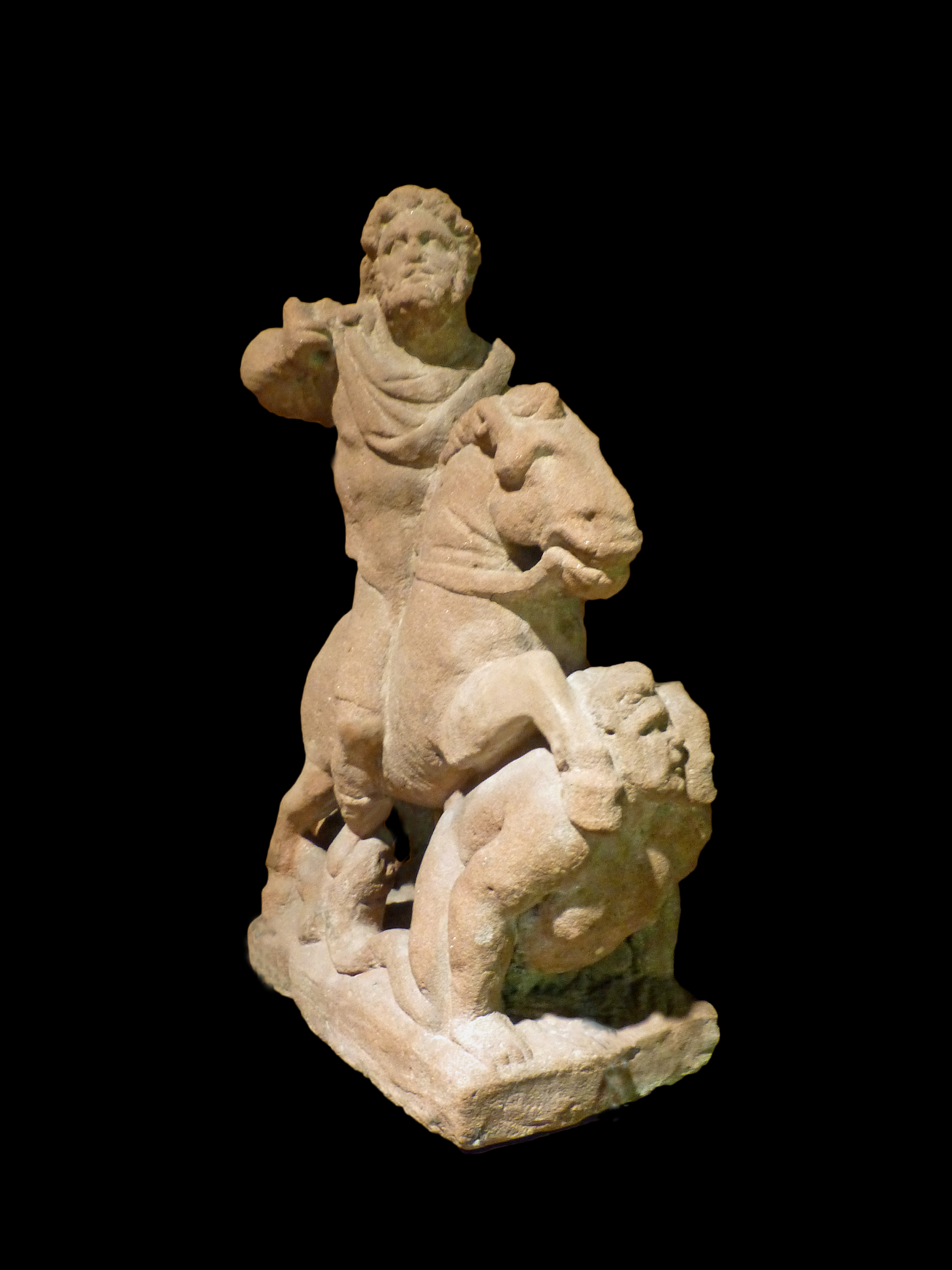
Jupiter-Taranis-Seltz

- De l'époque et de la culture gallo-romaine, du Ier   au   Ve siècle proviennent des éléments d'armure de légionnaires, une statue de Jupiter-Taranis, des statuettes de Neptune-Rhenus, le dieu du Rhin, le trésor de vaisselle de bronze de Seltz et des stèles.

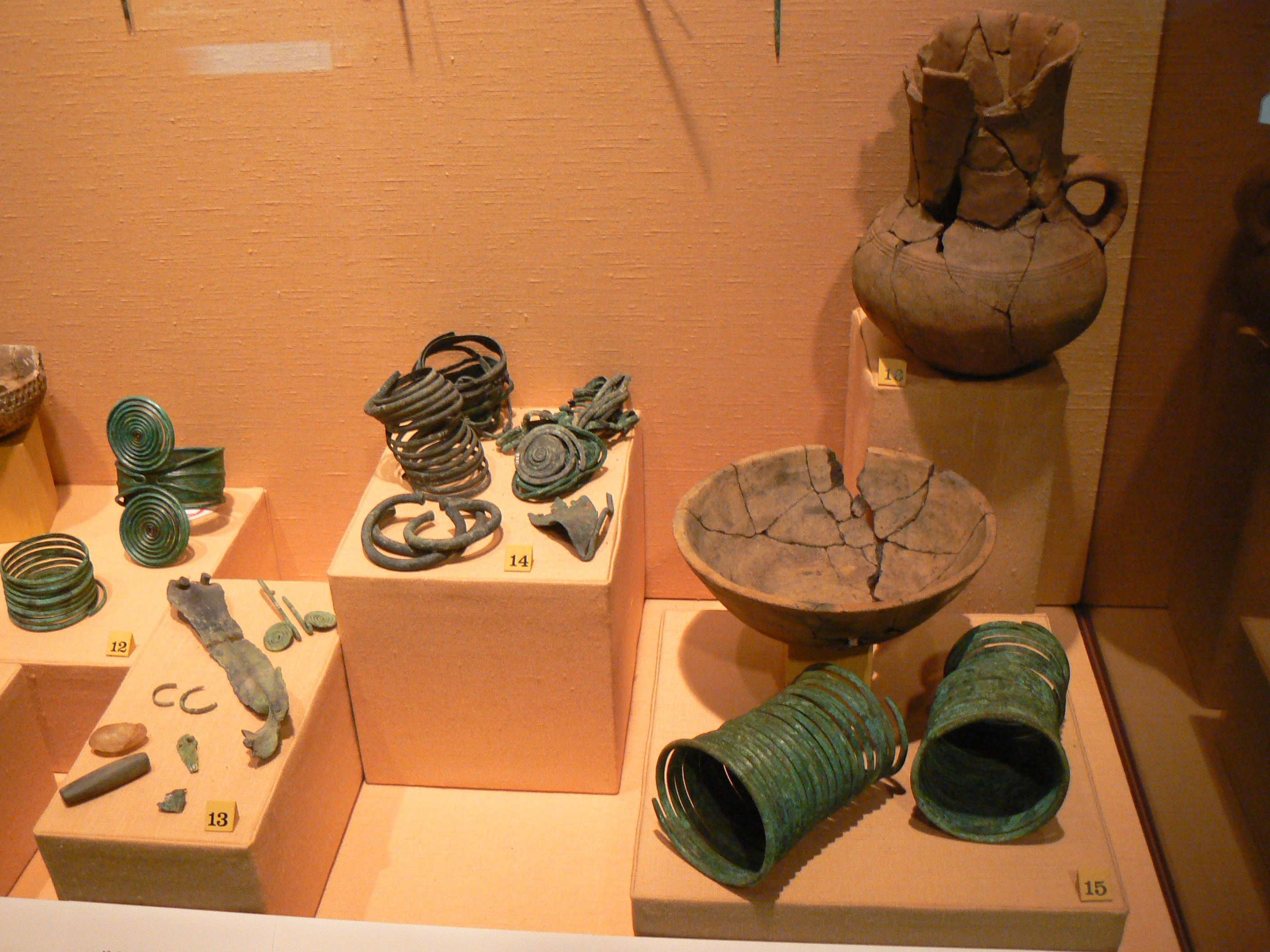
Objets de bronze et céramiques
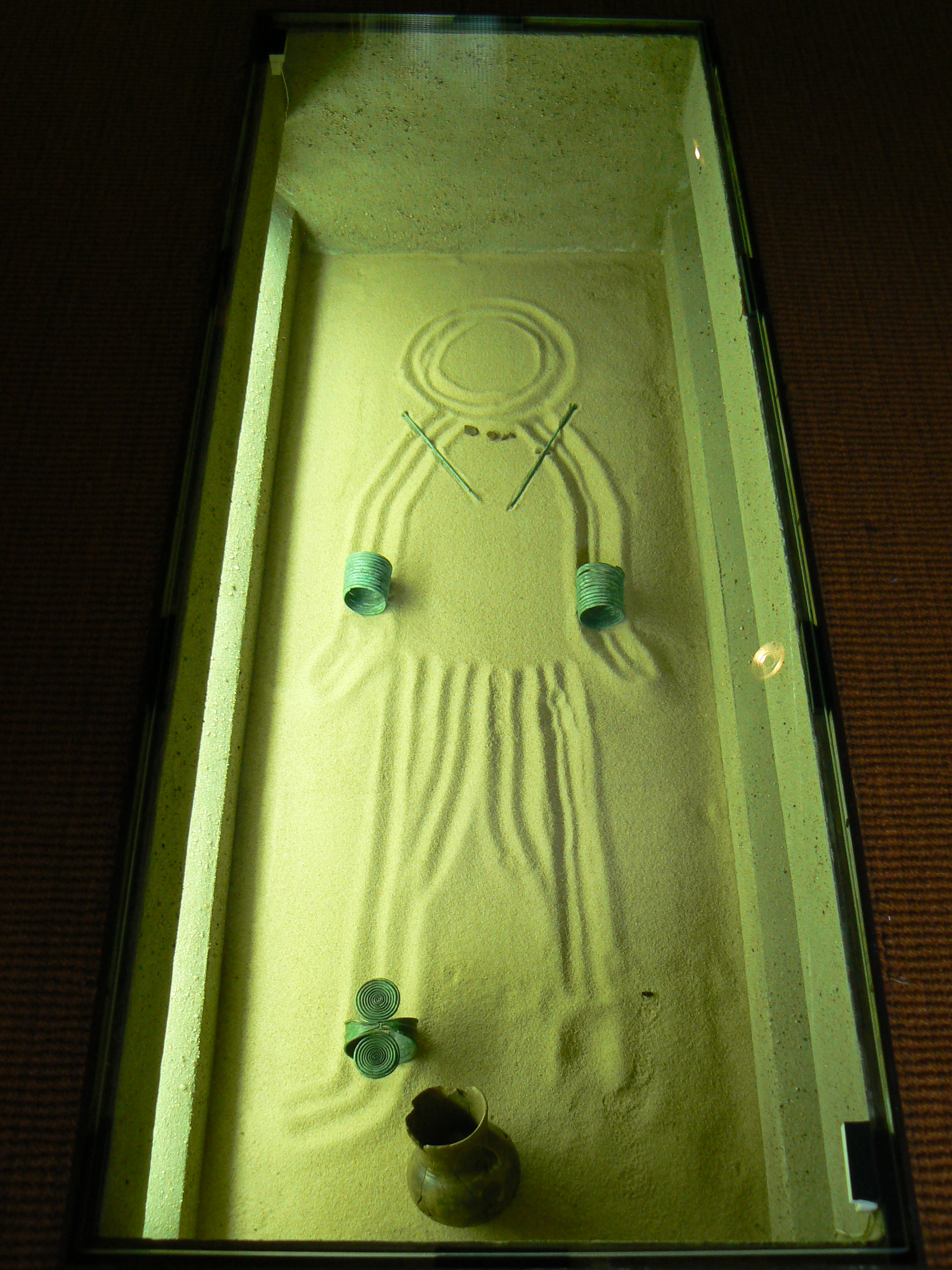
Localisation du mobilier d'une sépulture de l'âge du bronze
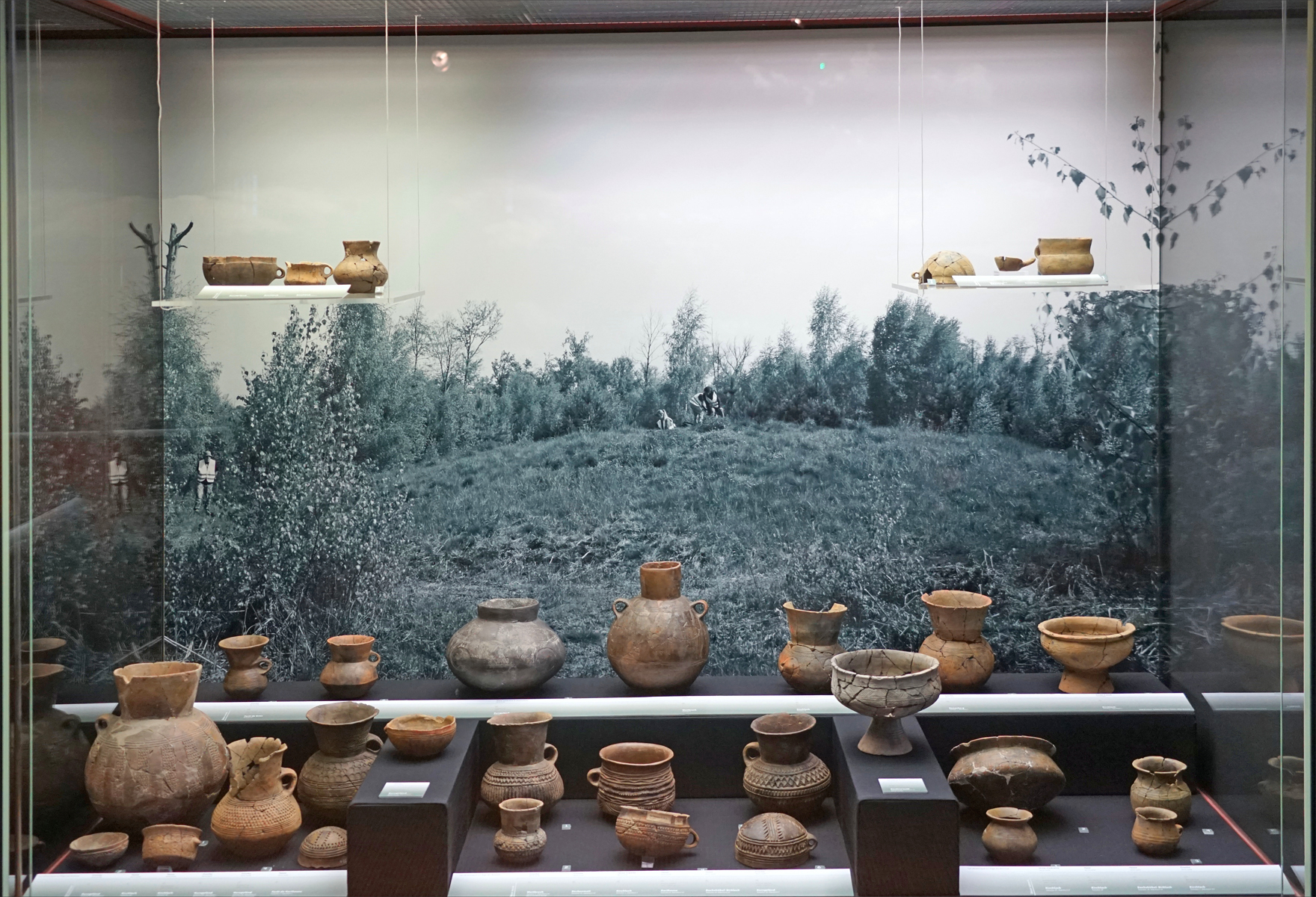
Céramiques de l'Âge du bronze.
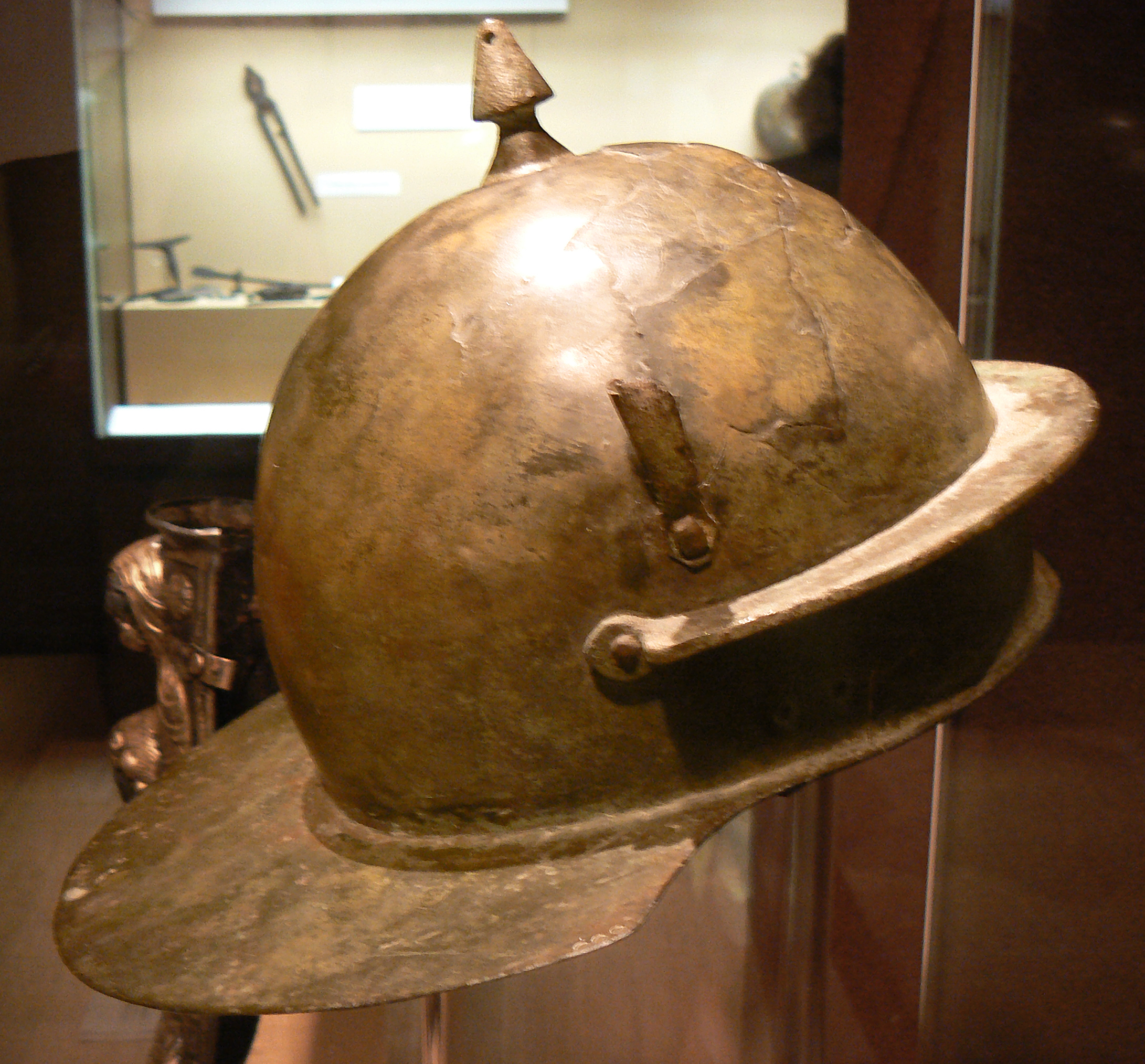
Casque de légionnaire
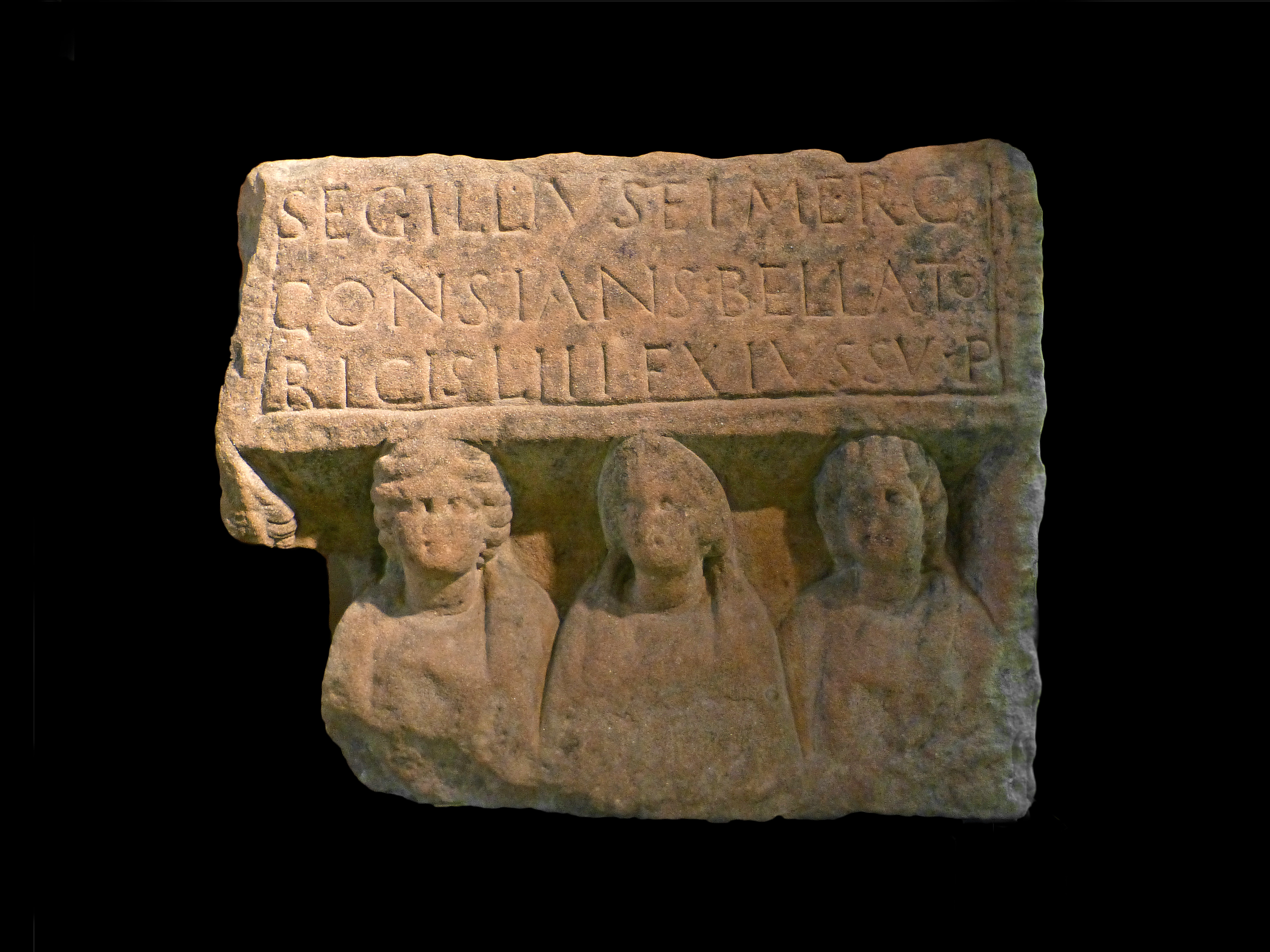
Stèle aux trois divinités, période gallo-romaine

La visite de la salle se termine par des armes et des bijoux des Mérovingiens datant du VIIIe siècle. De nombreux monastères sont en effet fondés à cette époque dans la forêt de Haguenau et au nord de l'Alsace, comme à Surbourg ou Seltz.

### Moyen Âge

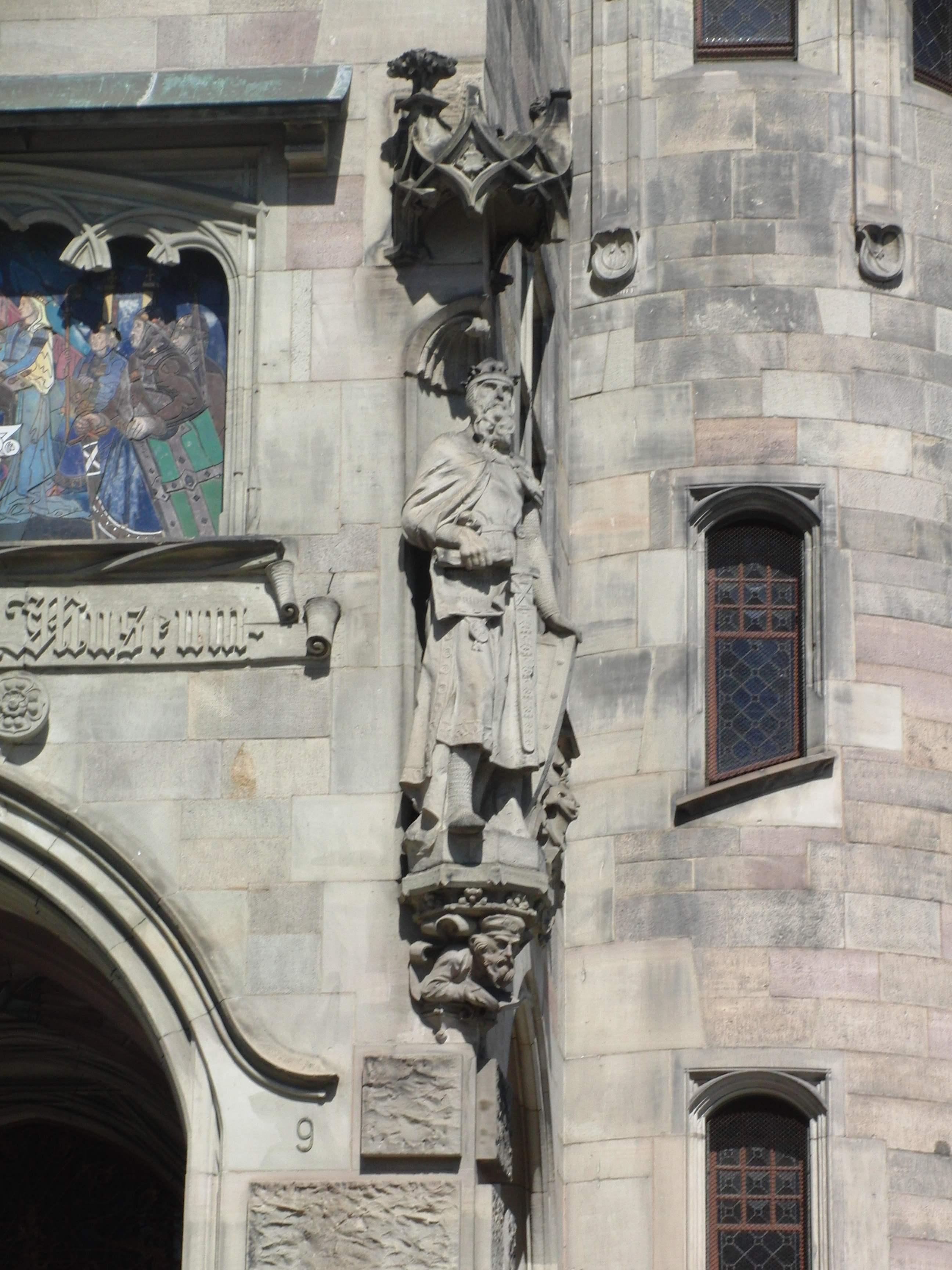
Frédéric Barberousse à l'angle du Musée historique.

En 2017, la salle médiévale du rez-de-chaussée a été entièrement refaite. Elle évoque la fondation du château vers 1115 par Frédéric II de Souabe, dit Frédéric le Borgne sur une île de la Moder pour protéger les possessions de son suzerain, l'empereur Henri V du Saint-Empire. Selon la légende, il aurait découvert le lieu au milieu de la forêt en chassant. Il autorise alors son vassal à fonder une ville sur la rive droite de la Moder qui porte le nom de "Hagenau". En 1164, son fils Frédéric Ier de Hohenstaufen, dit Frédéric Barberousse, empereur du Saint-Empire romain germanique, fait 9 séjours à Haguenau et rédige la charte de la ville de « Hagenau » et rénove la chapelle palatine. Ses successeurs Henri VI du Saint-Empire et Frédéric II (empereur des Romains) firent de nombreux séjours dans le château. Quelques vestiges du château montrent le prestige qu'avait cette résidence au XIIe siècle.

En 1193, Richard Cœur-de-Lion fut jugé à Haguenau devant le tribunal impérial présidé par Henri VI du Saint-Empire (qui fit 13 séjours à Haguenau) pour avoir abandonné le combat de la Troisième croisade, comme le montre le vitrail à droite du hall d'accueil. La salle du rez-de-chaussée est ornée de vitraux des corporations, d'une représentation de la ville et du jugement de Richard Cœur de Lion présente une très belle collection de documents, de sculptures, de monnaies et d'objets de la période médiévale, on peut y voir:

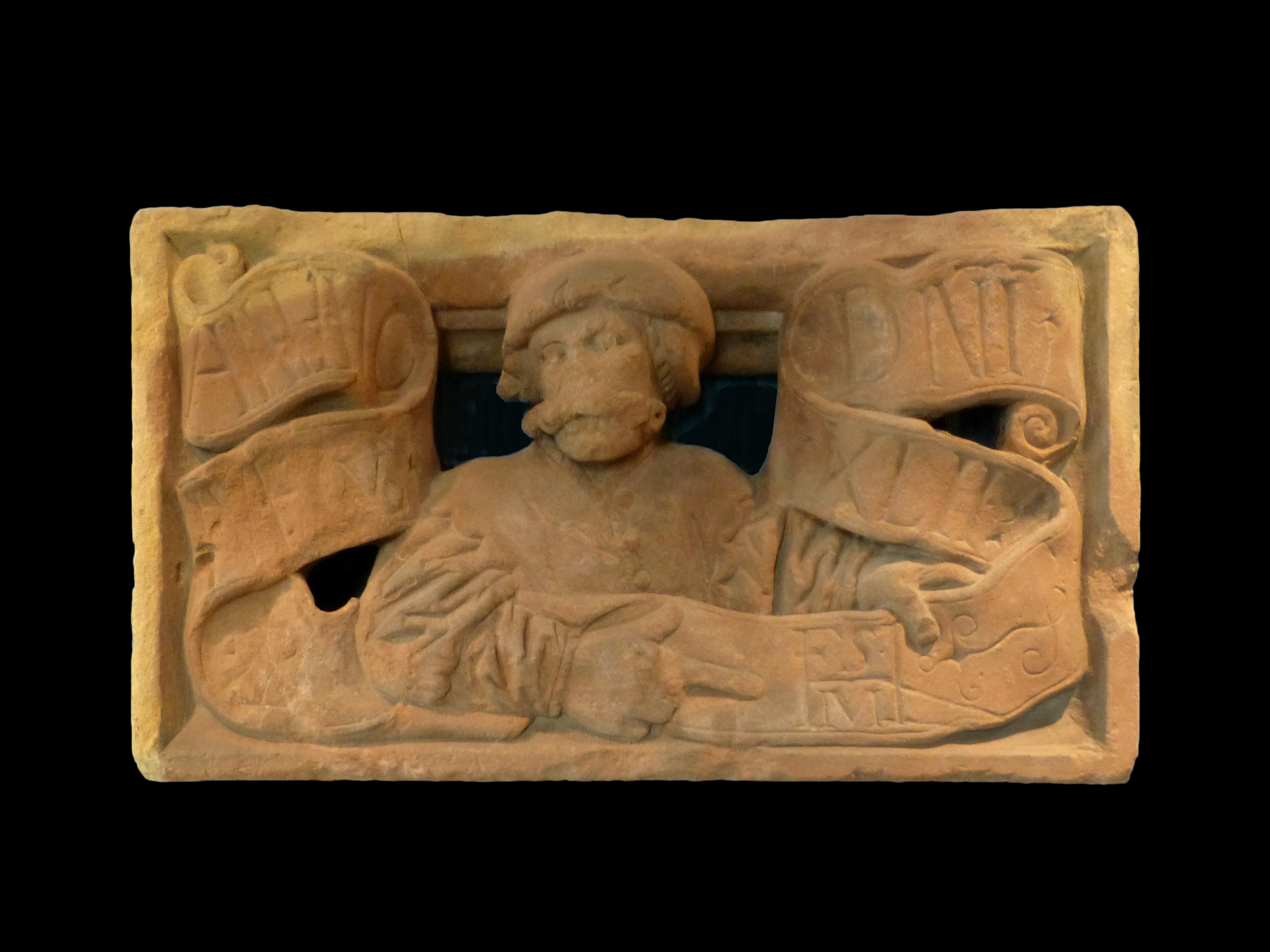
Frédéric Hammer, un des sculpteurs de Haguenau.

- Différentes chartes de privilèges accordées à la ville par les empereurs, dont un diplôme de Sigismond de Luxembourg avec bulle d'or.
- Une vitrine consacrée à la ville libre avec son organisation, des armoiries ainsi que les sceaux de la ville.
- Des gobelets de vermeil des patriciens de la ville.
- Une collection des pièces frappées à Haguenau.
- L'organisation de la Décapole (Saint-Empire), les 10 villes d'Alsace dont le chef-lieu était Haguenau.
- Le fonctionnement des corporations à Haguenau avec l'emplacement des lieux de réunion à Haguenau. Les rues de Haguenau portent encore, pour certaines d'entre elles, le nom de l'emplacement des corporations.
- Des sculptures et des orfèvreries religieuses des ordres religieux de la ville et de l'église Saint-Georges de Haguenau
- Une tête reliquaire de saint Jean-Baptiste (XIVe siècle).
- Des éléments d'un retable du XVe siècle.
- Un vitrail baiser de Judas datant du XVe siècle.
- Des sculptures en grès attribuées au sculpteur Lux Kotter.
- Un écran vidéo montre les plus belles réalisations de l'atelier d'enluminures de Diebold Lauber.

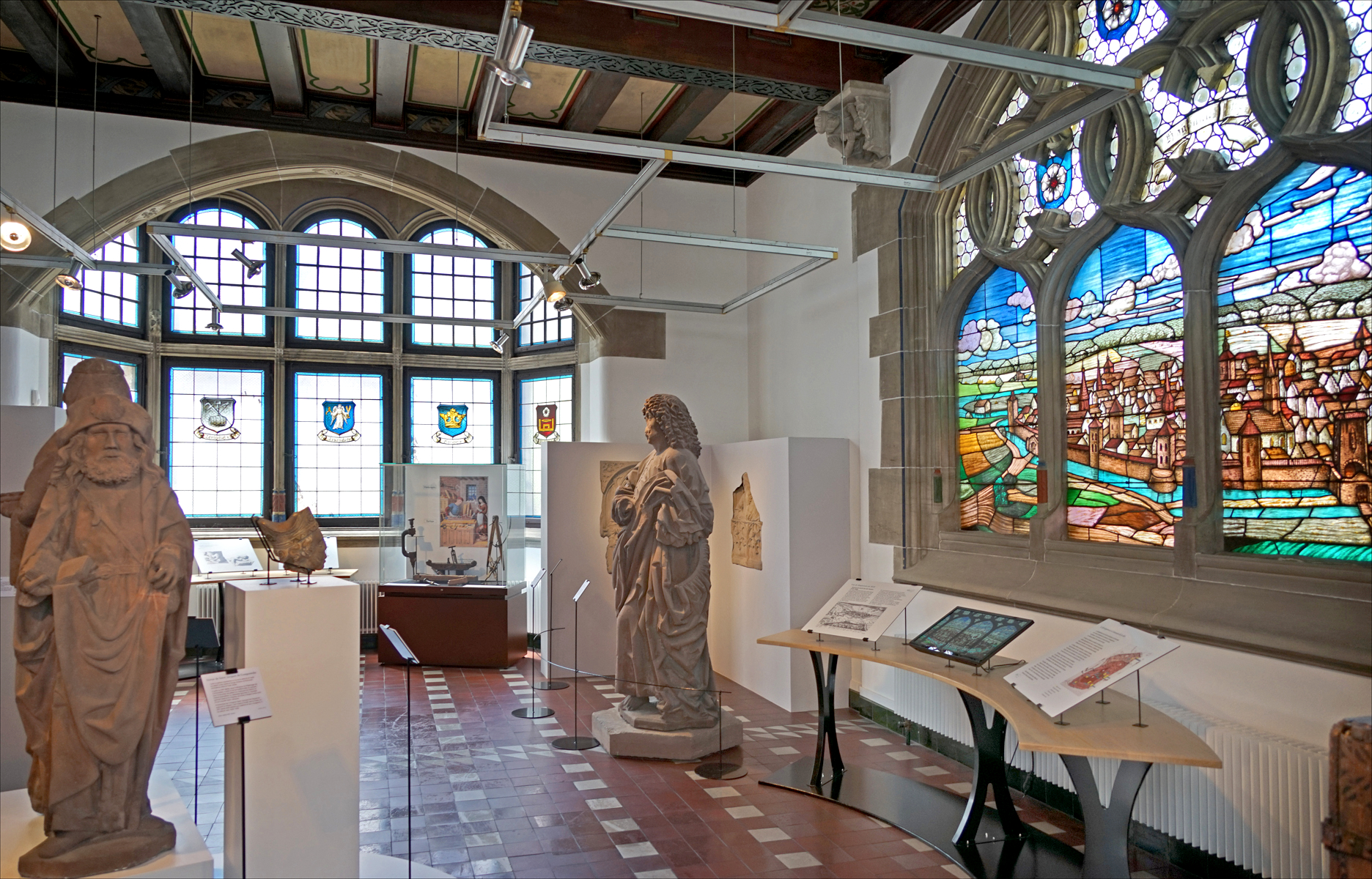
La nouvelle salle médiévale.
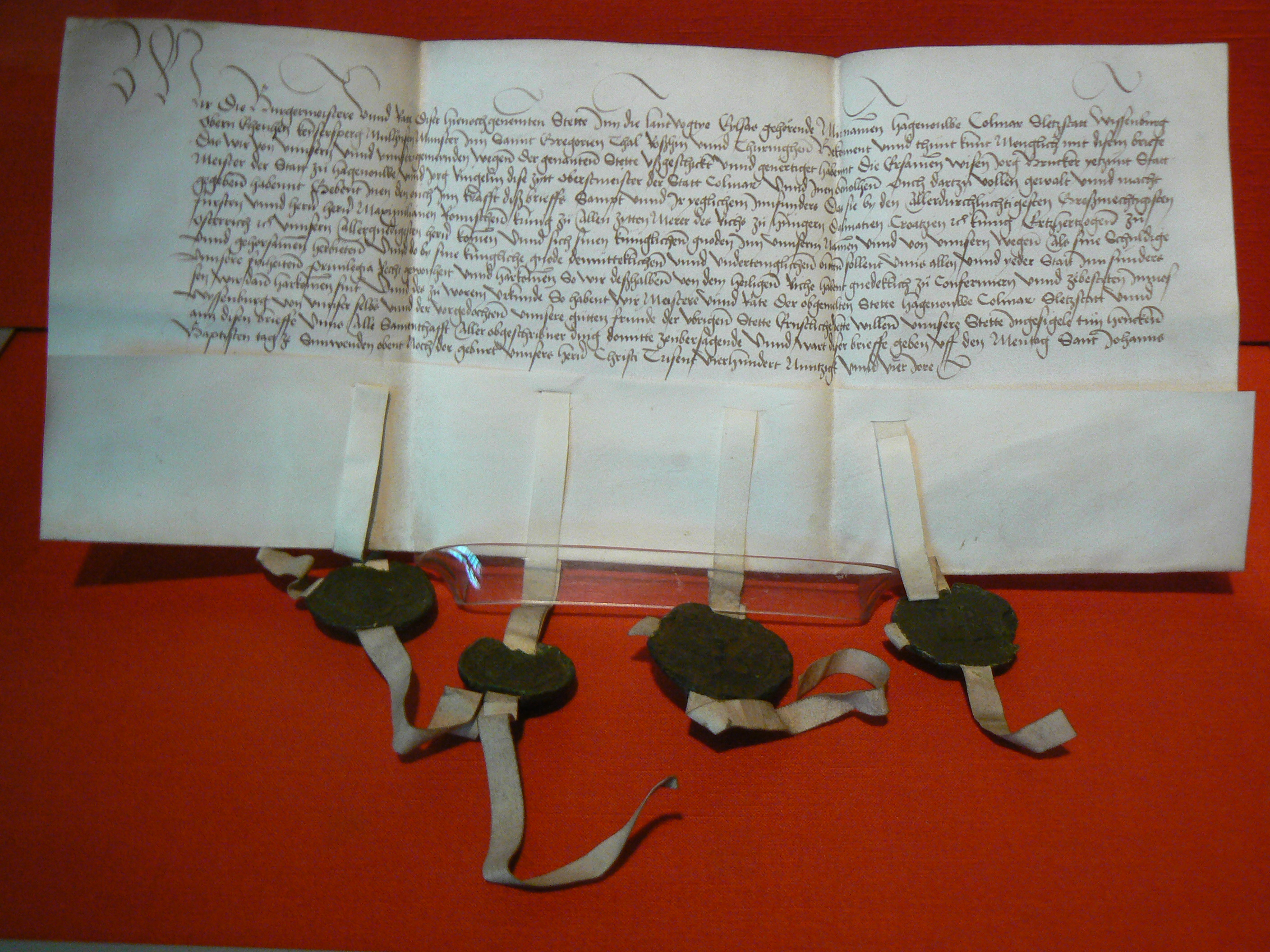
Charte
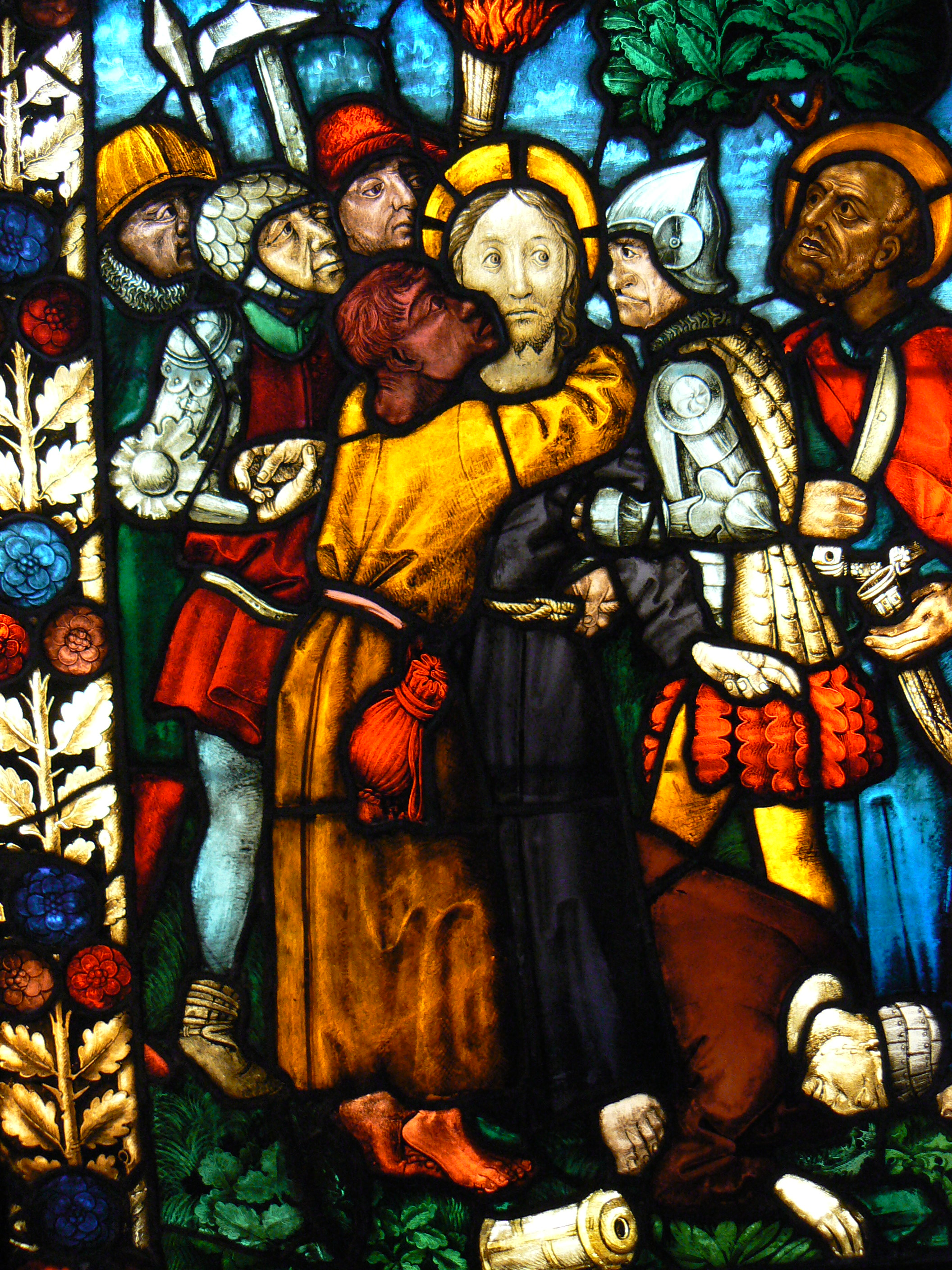
Baiser de Judas, vitrail du XVe siècle
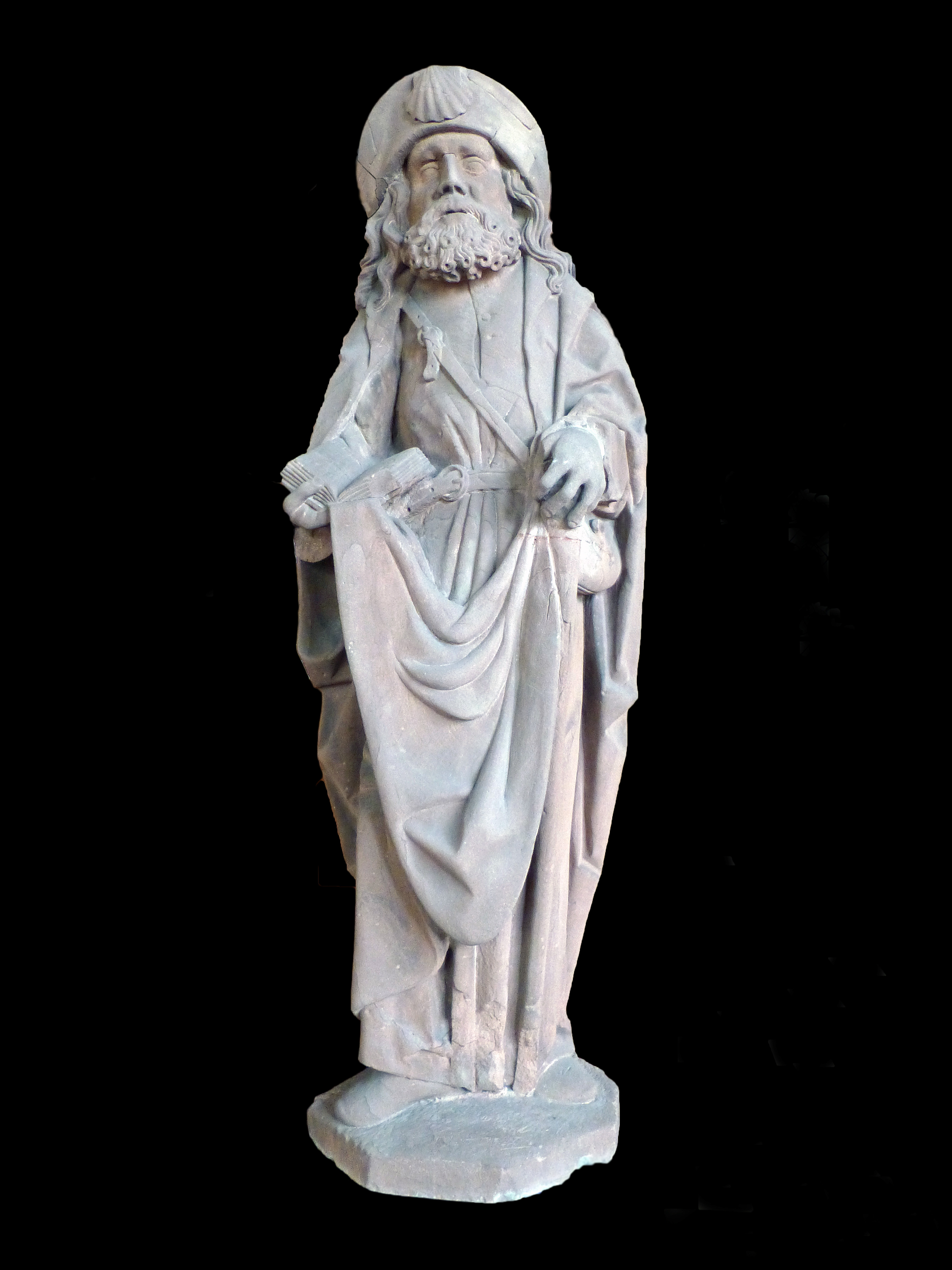
Statue de Saint-Jacques
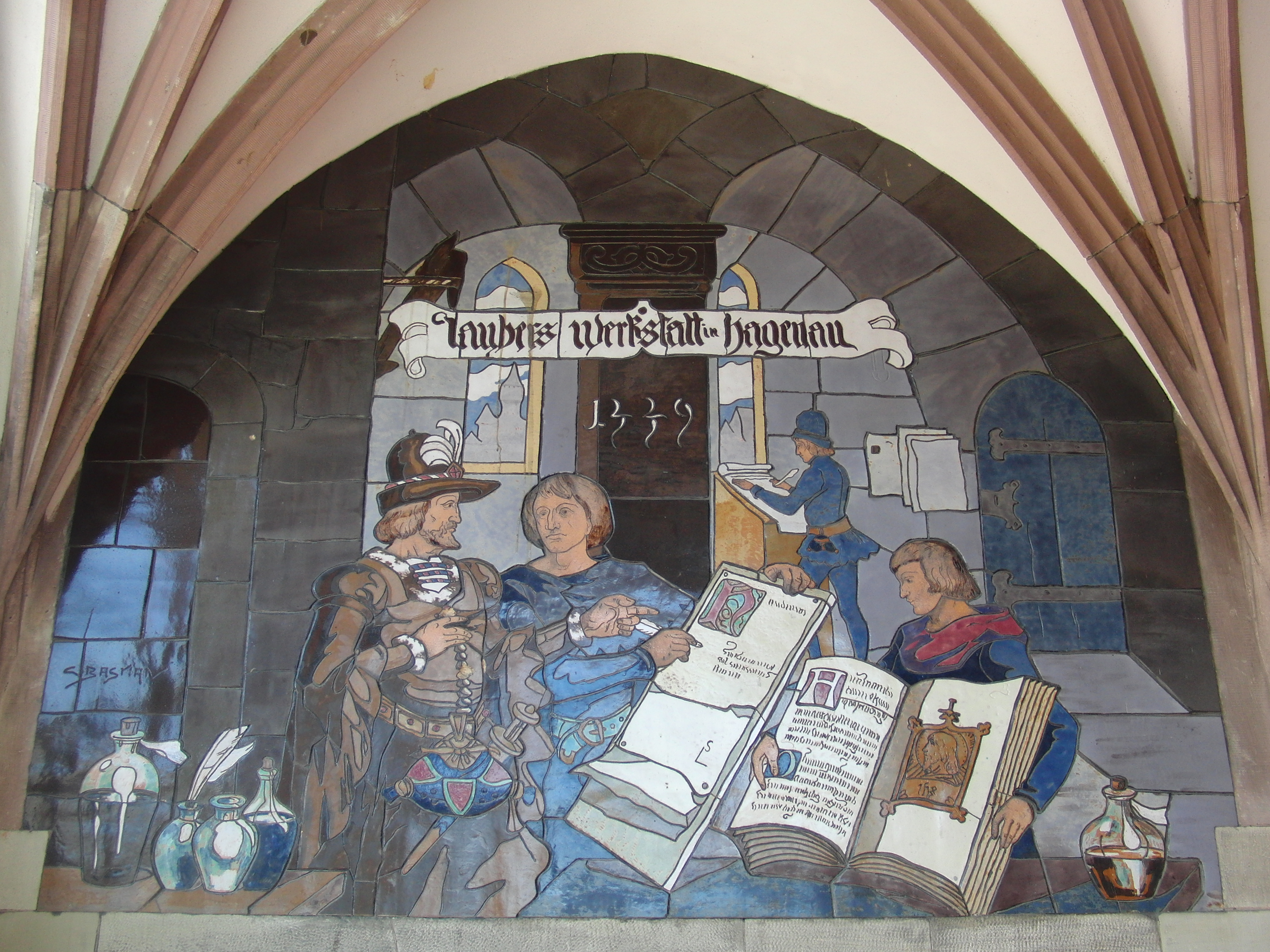
L'atelier de manuscrits de Diebold Lauber.

### Époque moderne desXVIIesiècleetXVIIIesiècle
Au premier étage, le couloir est orné de pièces de mobilier, d'orfèvrerie et de peintures des XVIIe et XVIIIe siècles.
La première salle, rénovée en 2018, présente quelques-unes des 7 270 monnaies d'alliage d'argent et de cuivre datant de 1560 à 1613 et trouvées lors d'une découverte dans un jardin à Preuschdorf en 2005. Dans la même salle, sont exposées des armes et des armures de cette période.

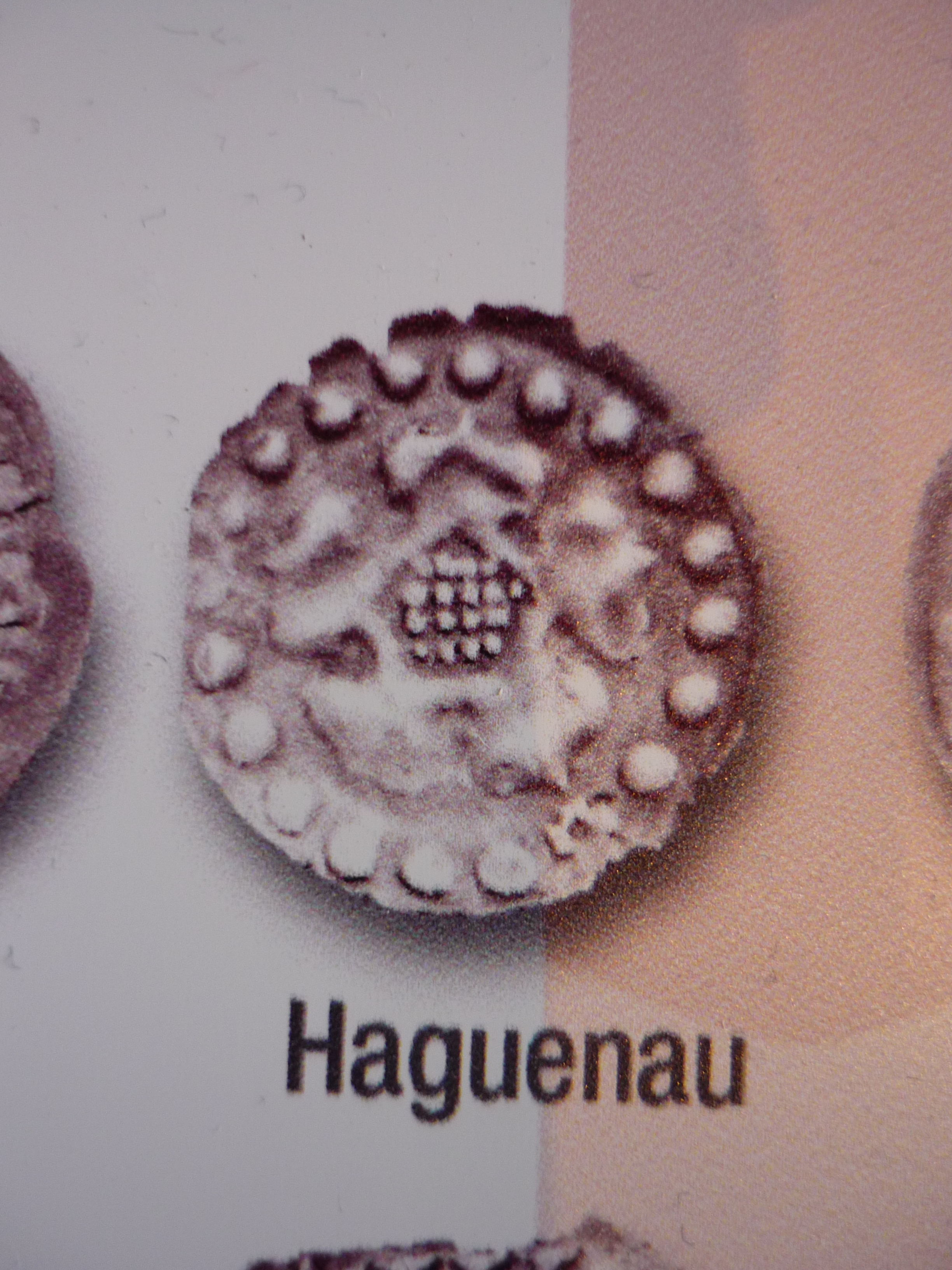
Monnaie de Haguenau au XVIIe siècle.
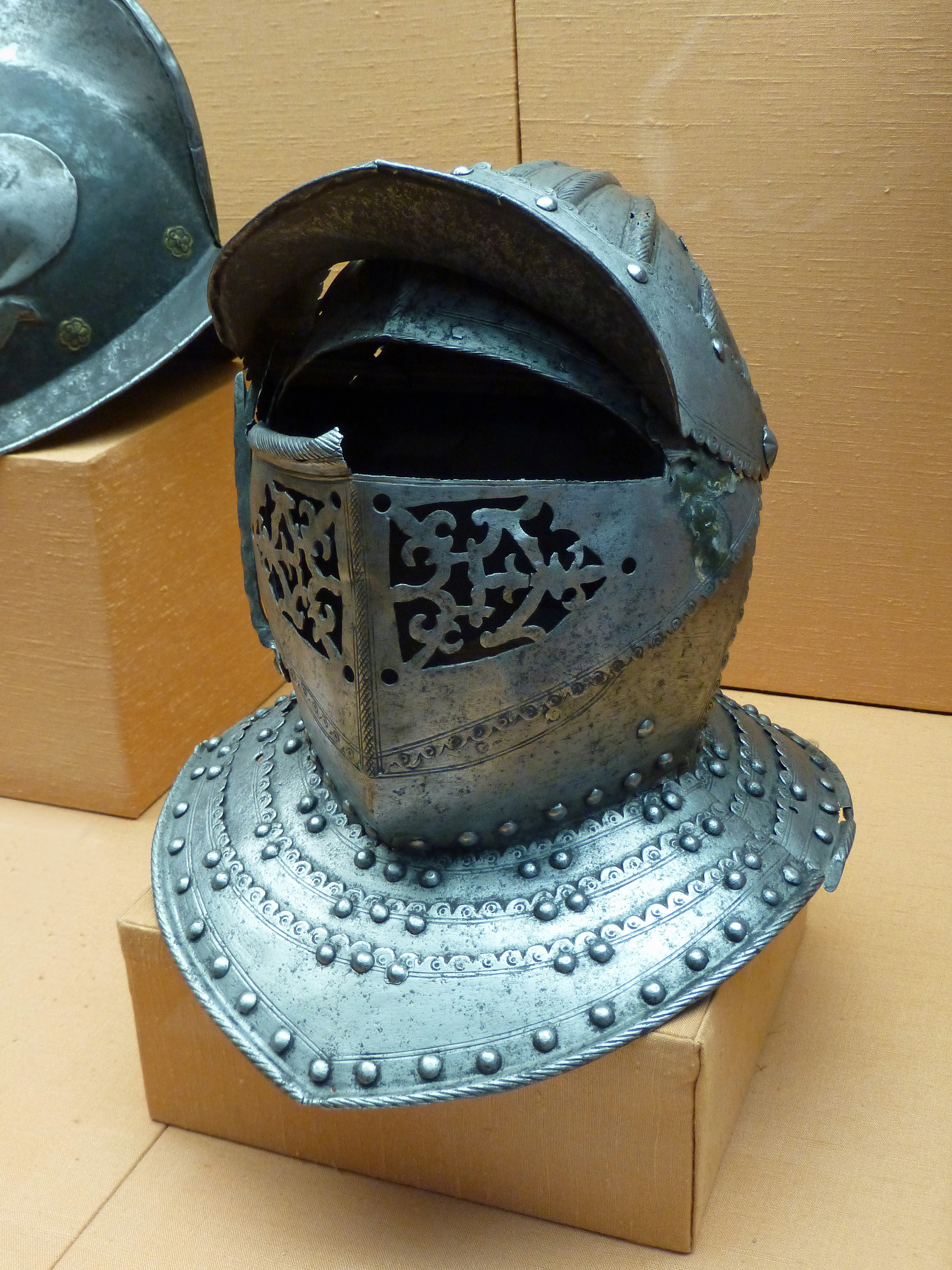
Casque bourguignotte protégeant la tête et le cou.
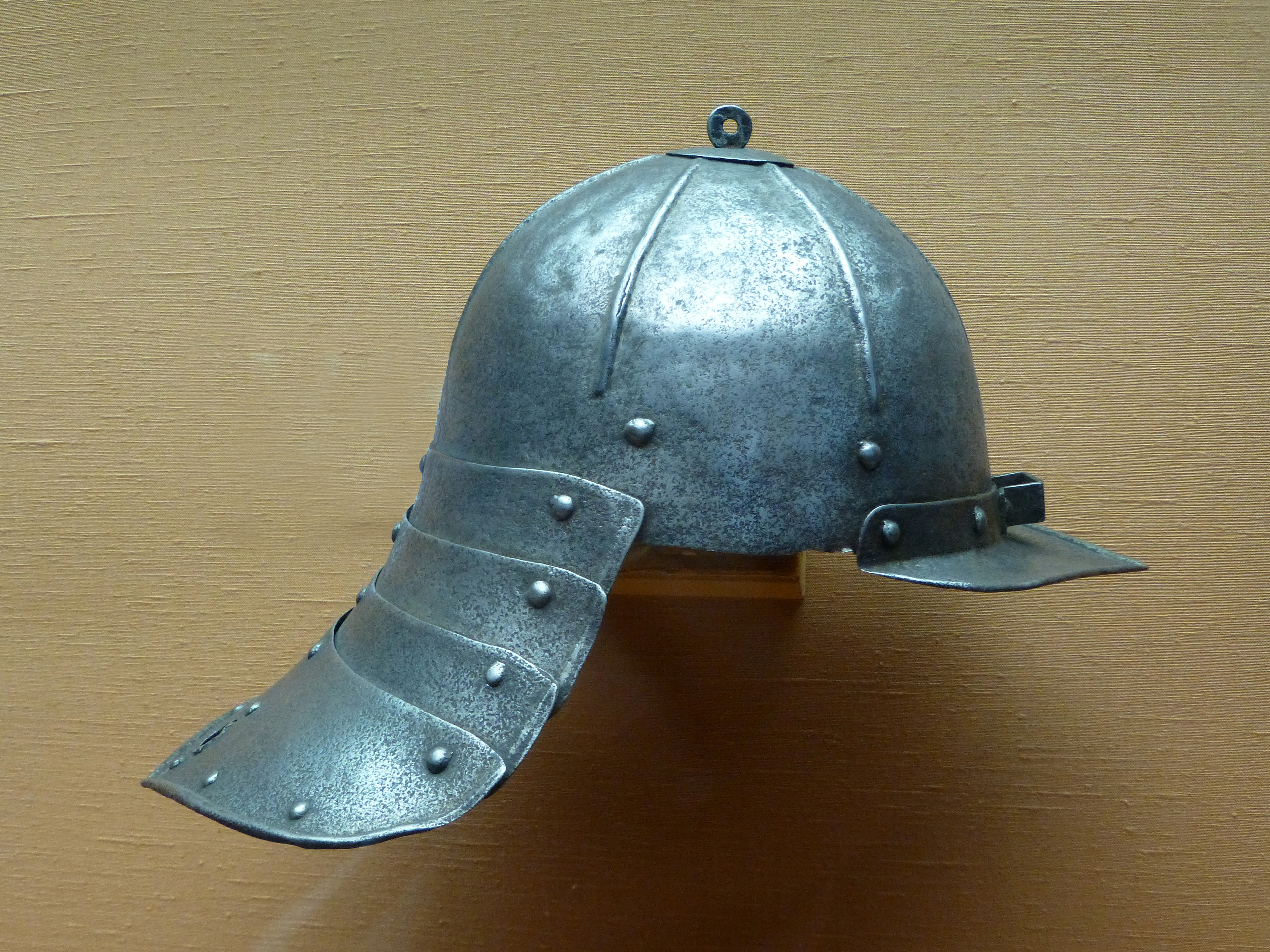
Capeline, casque protégeant la tête et la nuque.
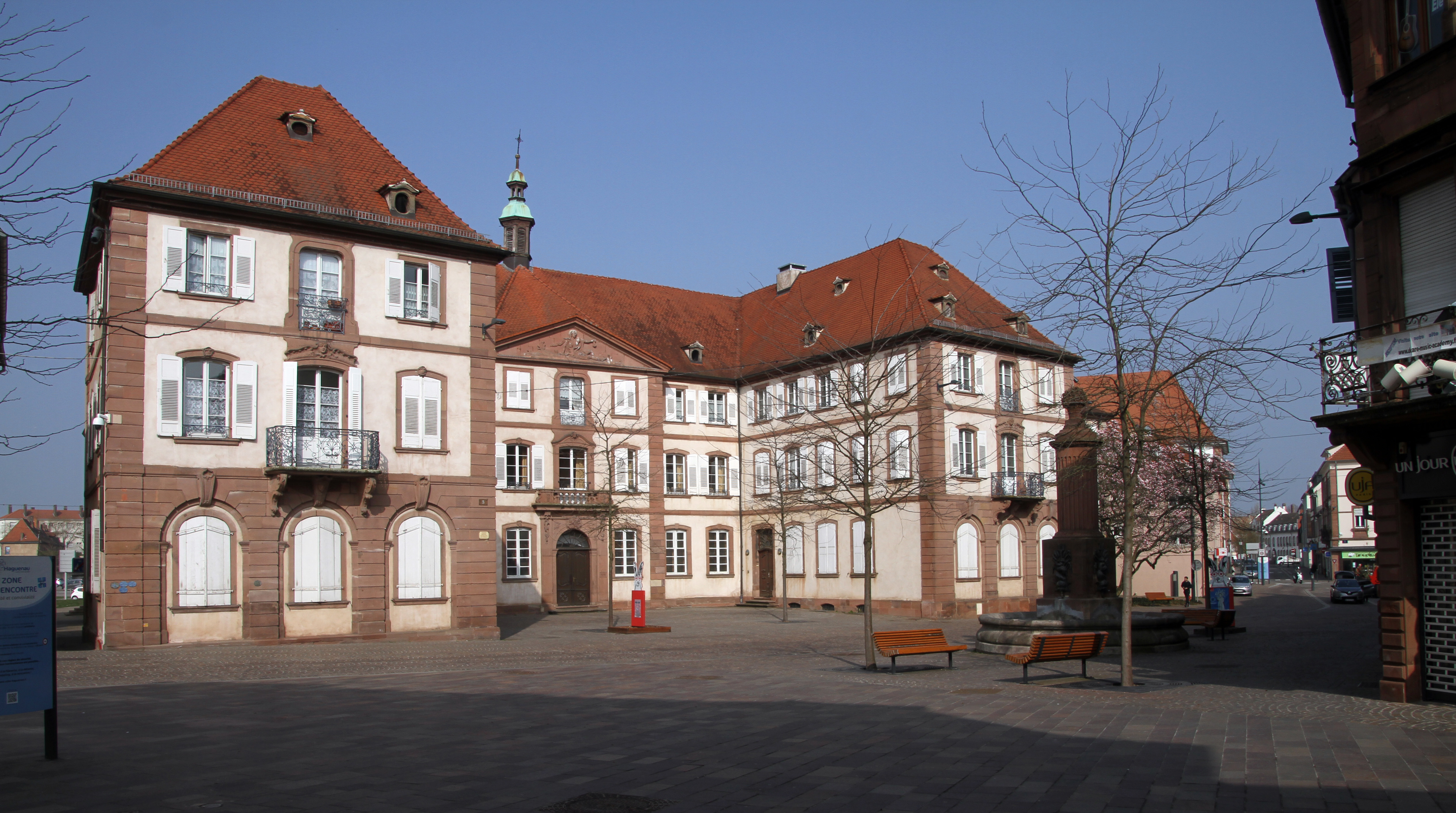
Ancien Hôpital Bourgeois de 1757.
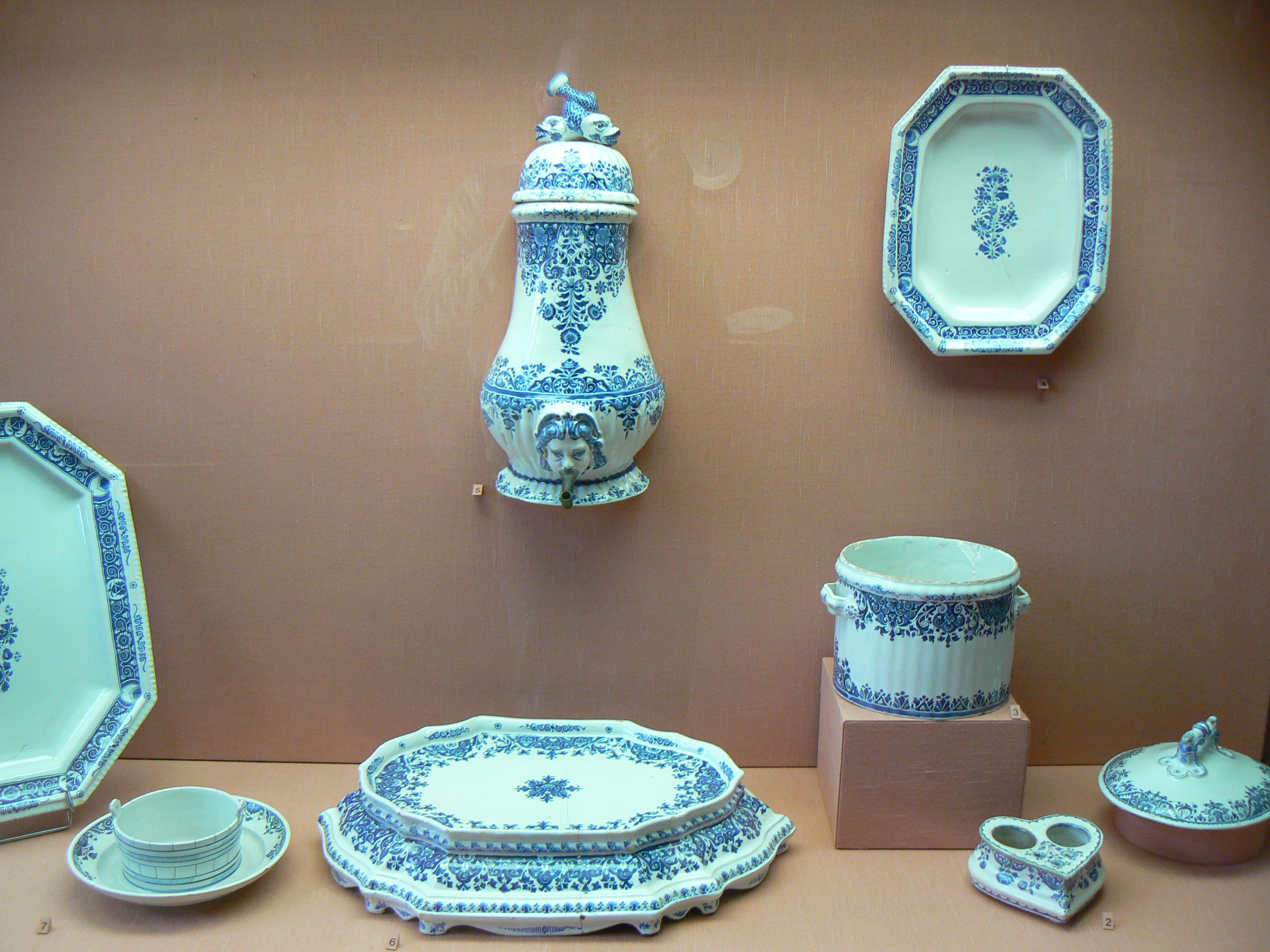
Exemples de faïence Hannong.

La deuxième salle, entièrement refaite en 2019, est dédiée au XVIIIe siècle. Elle comporte un original d'une carte de Ginter montrant les rues et les bâtiments de Haguenau au XVIIIe. Un dispositif informatique décrit les principaux bâtiments de cette période, comme l'hôpital bourgeois de Haguenau ou Hôpital civil de Haguenau construit en 1757, l'Hôtel Barth, situé au no 59, Grand'rue, achevé en 1760, l'Hôtel du bailli Hoffmann, aux no 55-57, Grand'rue datant de 1770, l'Hôpital militaire et bourgeois de Haguenau, actuelle médiathèque, terminé en 1788. Quelques orfèvreries, comme une horloge montrent le talent des artisans et la richesse du propriétaire. À cette période se diffuse la mode vestimentaire parmi la noblesse et la bourgeoisie : des dessins de robes et de perruques, des tissus, de coiffes et de la verroterie montrent ce phénomène.
La ville de Haguenau s'est développée grâce à deux productions industrielles que sont le rouge garance et la faïence. Charles-François Hannong, un Hollandais installé à Strasbourg, obtient l'autorisation d'ouvrir une manufacture de faïence à Haguenau en 1724 en raison de la présence d'argile et de forêt, exploités depuis le Moyen âge par le village de Soufflenheim. Dix-huit personnes travaillent dans la manufacture spécialisée dans l'exportation de faïences blanches à décor bleu. En 1732, son fils cadet Balthazar dirige la manufacture de Haguenau avant de la revendre quelques années plus tard à son frère aîné Paul-Antoine Hannong en 1737.
Il introduit la polychromie sur les faïences. Il trouve le secret de la fabrication de la porcelaine de Saxe, mais la Manufacture nationale de Sèvres ayant obtenu le monopole, il "délocalise" la production à Frankenthal en Rhénanie-Palatinat. Il laisse la direction de la manufacture de Haguenau à son peintre Adam-Frédéric de Loewenfinck (1714-1754) qui multiplie les décors floraux sur les faïences de Haguenau. La troisième génération, Joseph-Adam Hannong prend la direction de la manufacture de Haguenau en 1762. Il se place sous la protection du cardinal archevêque de Strasbourg, le prince Louis-Constantin de Rohan (1697-1779) et se fait prêter de l'argent pour trouver de nouveaux modèles qui sont coûteux à la fabrication. En 1775, les décors perdent en qualité. À la mort de son protecteur, il doit rembourser ses dettes, ce qui le conduit à la faillite en 1782.

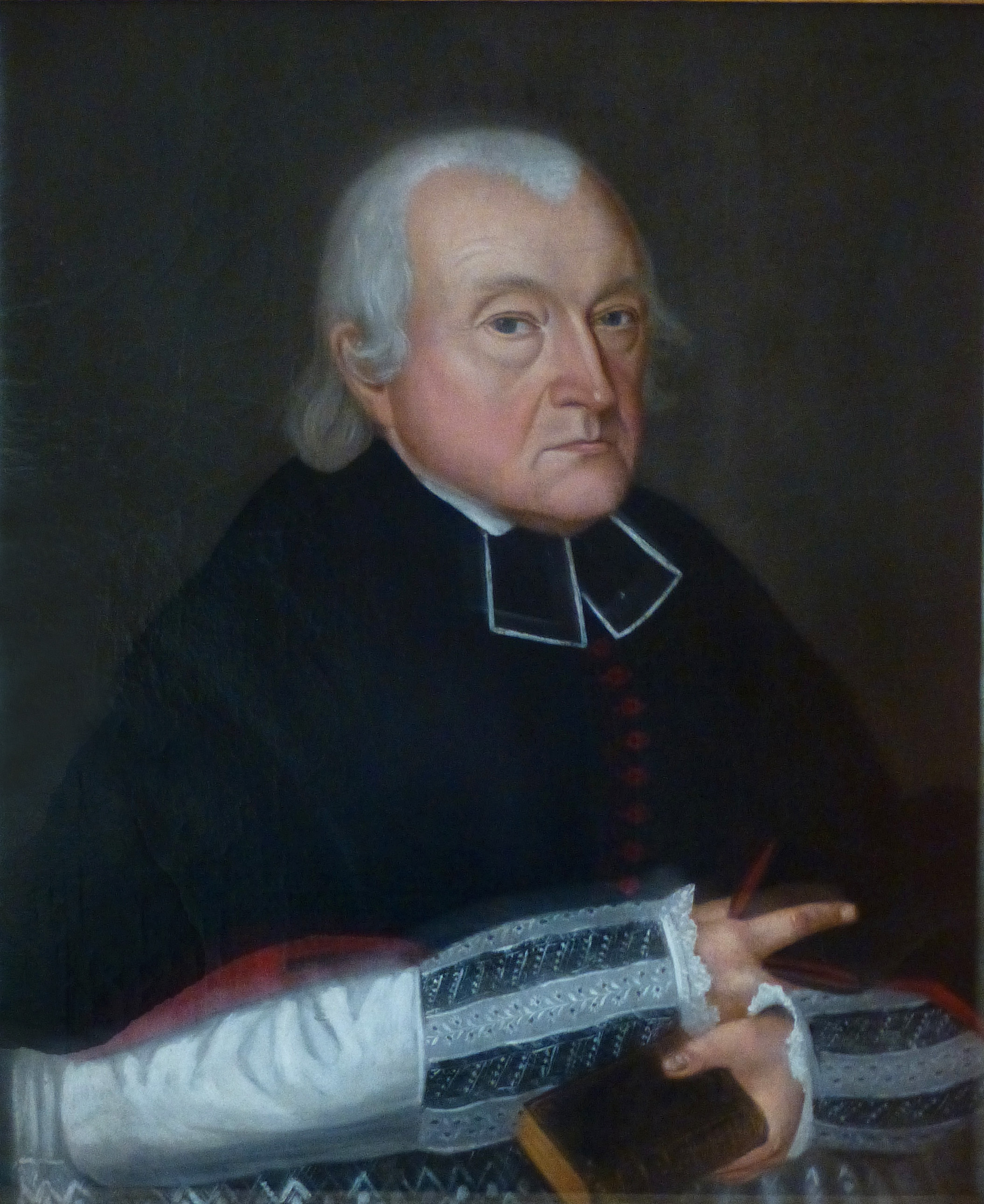
Jean Baptiste Bouffleur, curé réfractaire de la paroisse Saint-Nicolas de Haguenau.

Le foisonnement de découvertes scientifiques et de soif de connaissances est montré par la nouvelle carte réalisée à la suite des découvertes géographique du continent austral et par une page de l'Encyclopédie montrant les techniques de l'imprimerie et l'usage des caractères d'imprimerie.
Haguenau connaît les troubles de la période révolutionnaire, comme toutes les communes de la France, on y rédige un cahier de doléances, dont l'original de la commune est montré ; on forme une garde nationale (France) ; on assiste à la nationalisation des biens du clergé en Bien national pour rembourser les dettes de la France ; on diffuse l'assignat premier papier monnaie de la Révolution.
Le clergé haguenovien se divise entre Église constitutionnelle et clergé réfractaire. La paroisse Saint-Nicolas de Haguenau aura ainsi deux curés jureurs ou constitutionnels et un curé réfractaire, Jean-Baptiste Bouffleur, déporté à l'Île de Ré qui reviendra ensuite dans sa paroisse.
La guerre touche la Haguenau :  l'Armée de Condé, constituant une Armée des émigrés contre-révolutionnaires, commandée par Louis V Joseph de Bourbon-Condé occupe la ville en octobre 1793. Après la Bataille de Berstheim du 2 décembre 1793 et la Bataille de Wœrth-Frœschwiller (1793), Haguenau est reprise le 22 décembre 1793 par les troupes françaises.
Un film retrace la chronologie des événements révolutionnaires avec ses répercussions à Haguenau.

### LesXIXesiècleetXXesiècle
Une salle est consacrée à la production de verre d'Art nouveau avec des exemplaires d'Émile Gallé et des frères Augustin et Antoine Daum (cristallerie) de l'École de Nancy (art) comportant des motifs végétaux, géométriques ou orientaux.

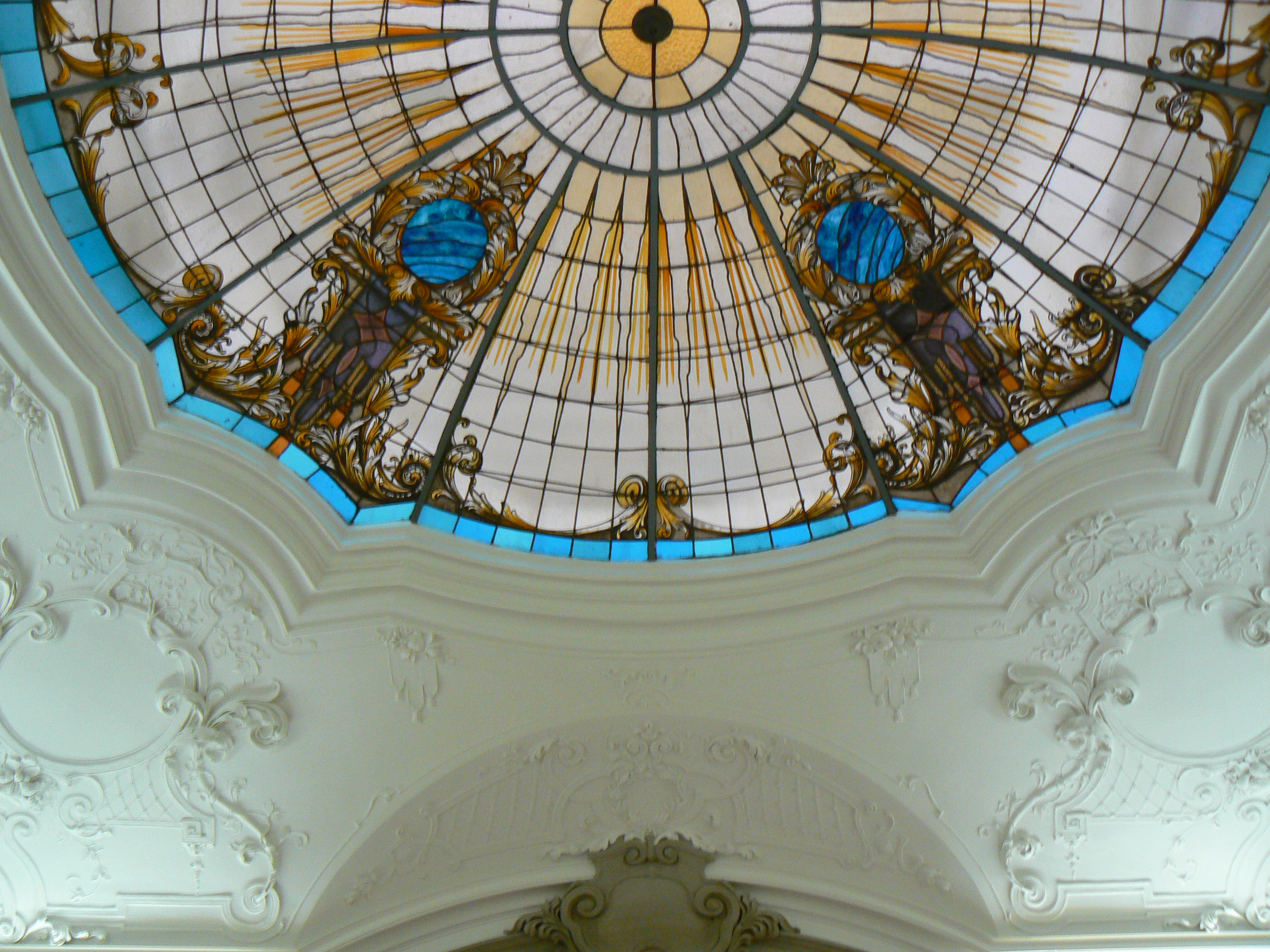
Coupole de la salle d'Art nouveau et Art déco

Une salle montre la production de céramique Elchinger de Soufflenheim.
La salle consacrée à la période historique allant de 1815 à 1945 est fermée, elle est en restructuration et doit ouvrir à nouveau en 2021. On pouvait y voir initialement :
- La vie militaire qui a marqué l'histoire de Haguenau, ville de garnison depuis le XVIIIe siècle, est représentée par des éléments d'uniformes et des armes de la période de 1830 à 1870.
- Les éléments du culte juif du XIXe siècle.

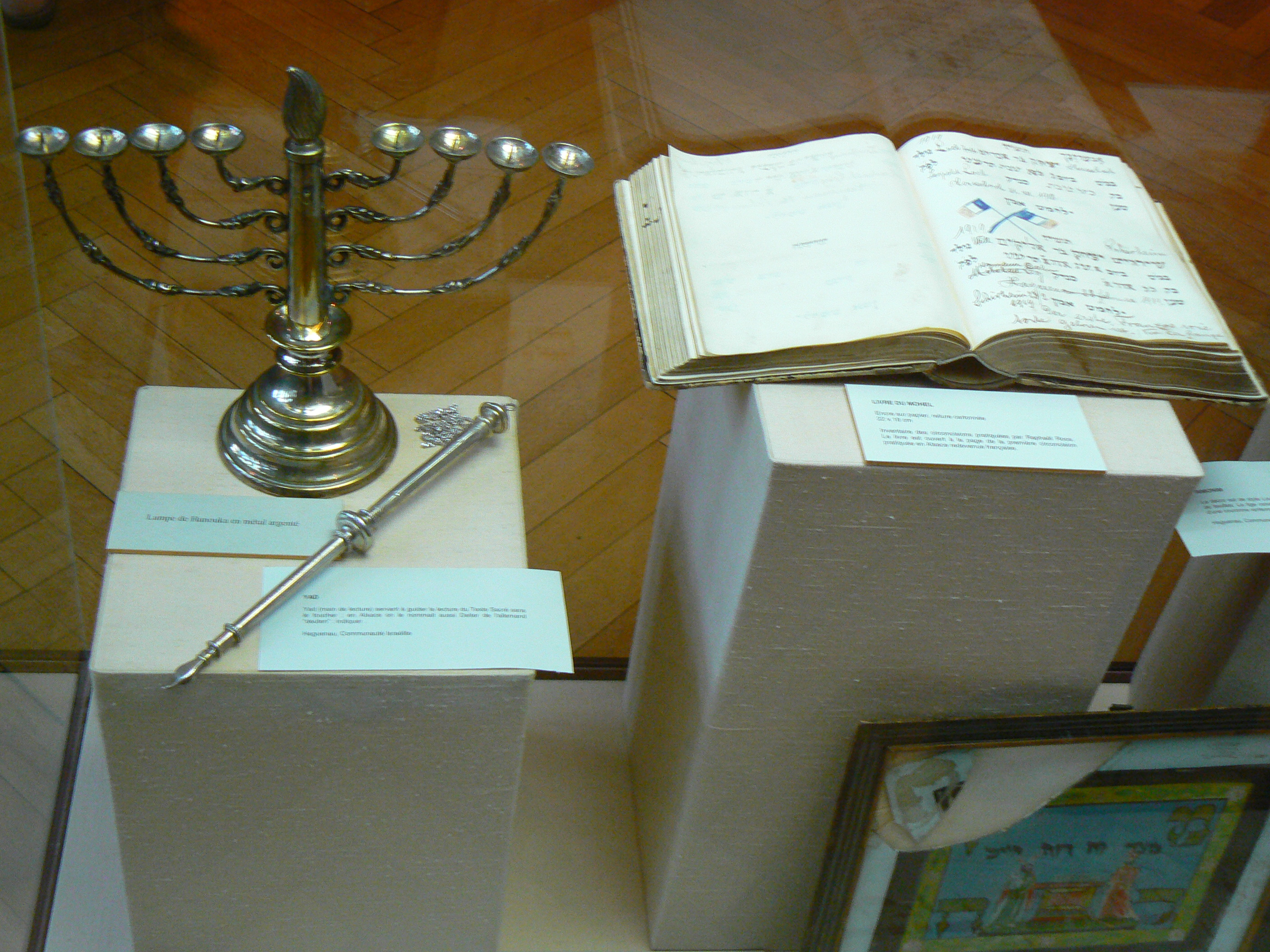
Éléments de culte juif de la communauté de Haguenau, XIXe siècle
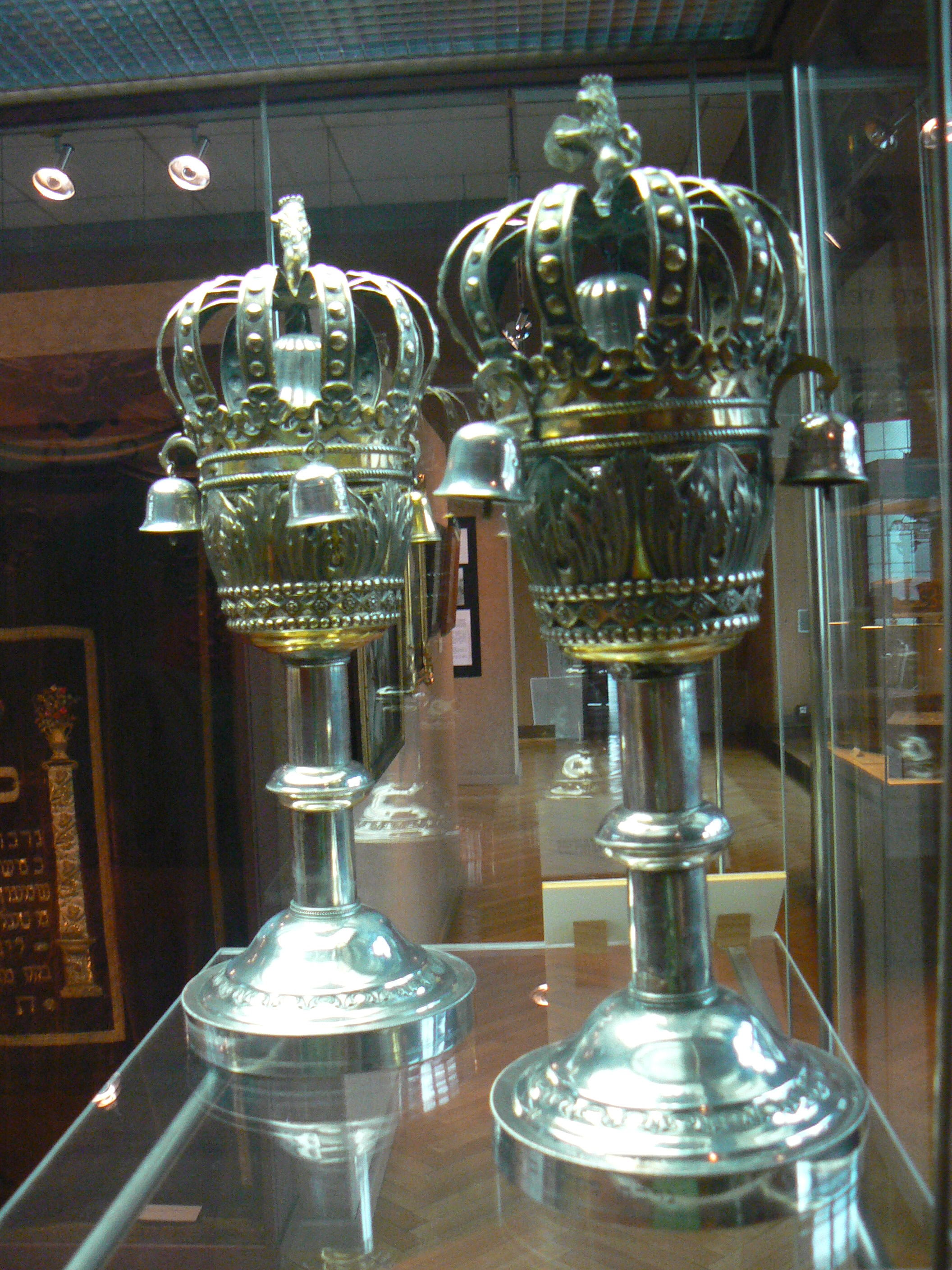
Éléments de culte juif de la communauté de Haguenau, XIXe siècle

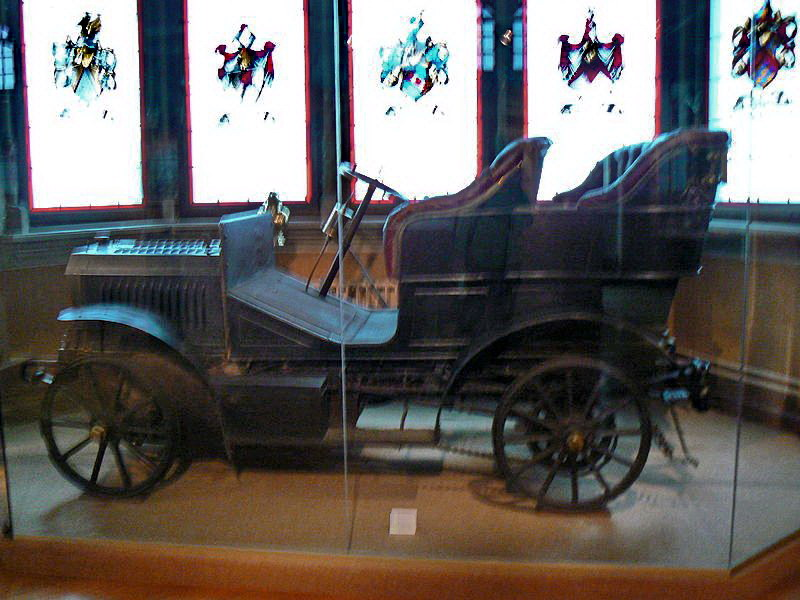
Voiture du Maire X. Nessel fabriquée par la Nürnberger Motorfahrzeug Fabrik

- Une maquette du château d'eau de Haguenau située sur la place R. Schuman et détruite pendant la Seconde Guerre mondiale.
- La voiture du maire X. Nessel datant de 1900.
- Des armes provenant des combats en 1944-1945 (une mitrailleuse, une baïonnette, un casque américain) avec des photographies de l'époque montrant la progression des soldats américains.
- Des œuvres contemporaines du peintre Camille Claus (donation de l'artiste) et des sculptures en terre cuite représentant « Sainte Madeleine avec un ange » et la « Déploration », du sculpteur Fidèle Sporrer qui a travaillé en Alsace pendant le dernier quart du XXe siècle.

### Animations culturelles
Le Musée historique participe à la Nuit européenne des musées, à la Nuit de la culture, et organise des expositions temporaires (dans une pièce située en face des archives, à la chapelle du couvent des Annonciades juste en face du musée, à l'Espace Saint-Martin, place d'Armes), des concerts de musique de chambre ou de piano, ainsi que des conférences sur l'histoire locale ou les collections du musée.
Des Escape game ou jeu d'évasion grandeur nature, des démonstrations d'armes ou d'artisans permettent de mettre en scène le Musée historique et de faire découvrir les différentes collections à l'occasion des rénovations des différentes espaces ou de la commémoration d'événements historiques.

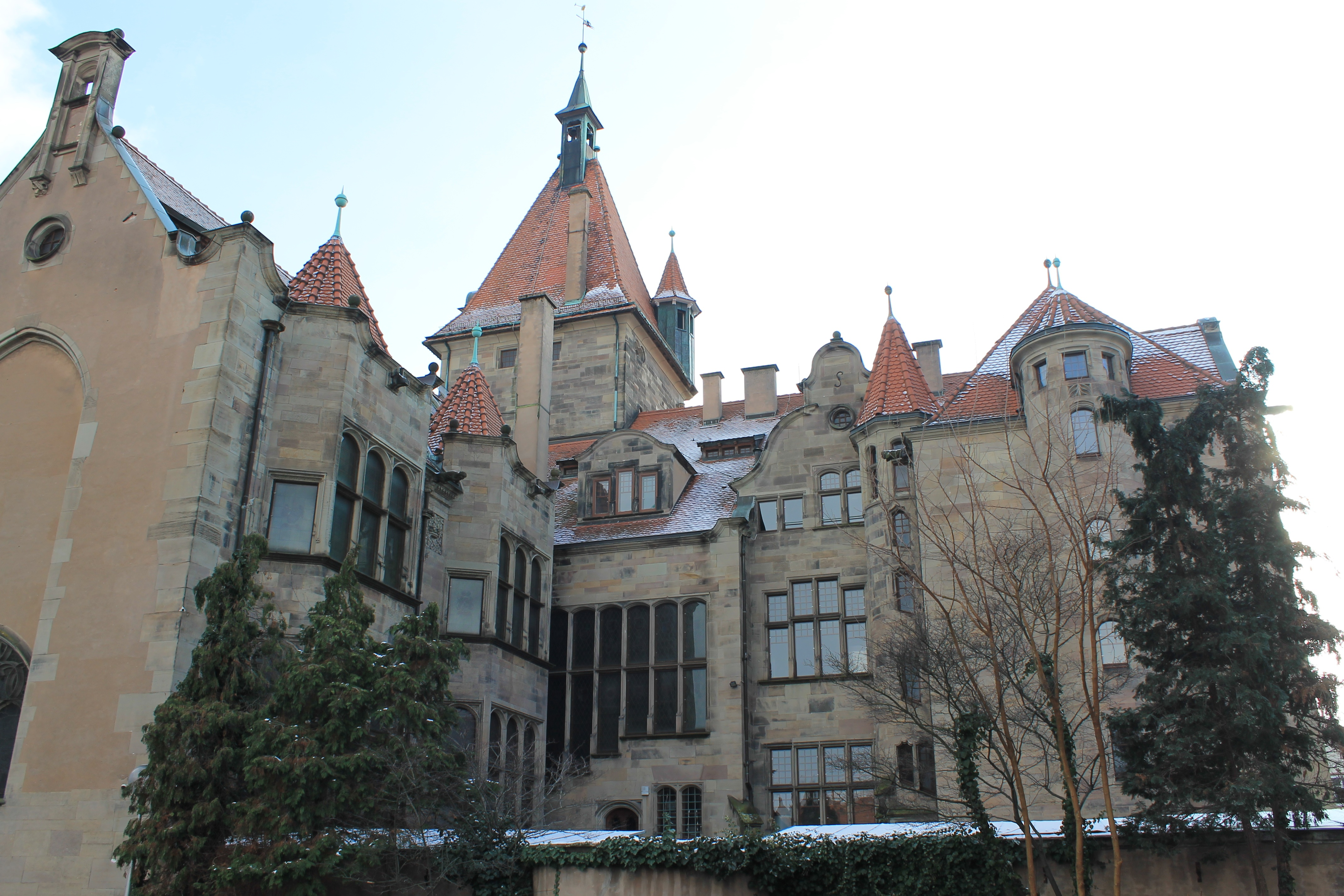
L'arrière du Musée historique
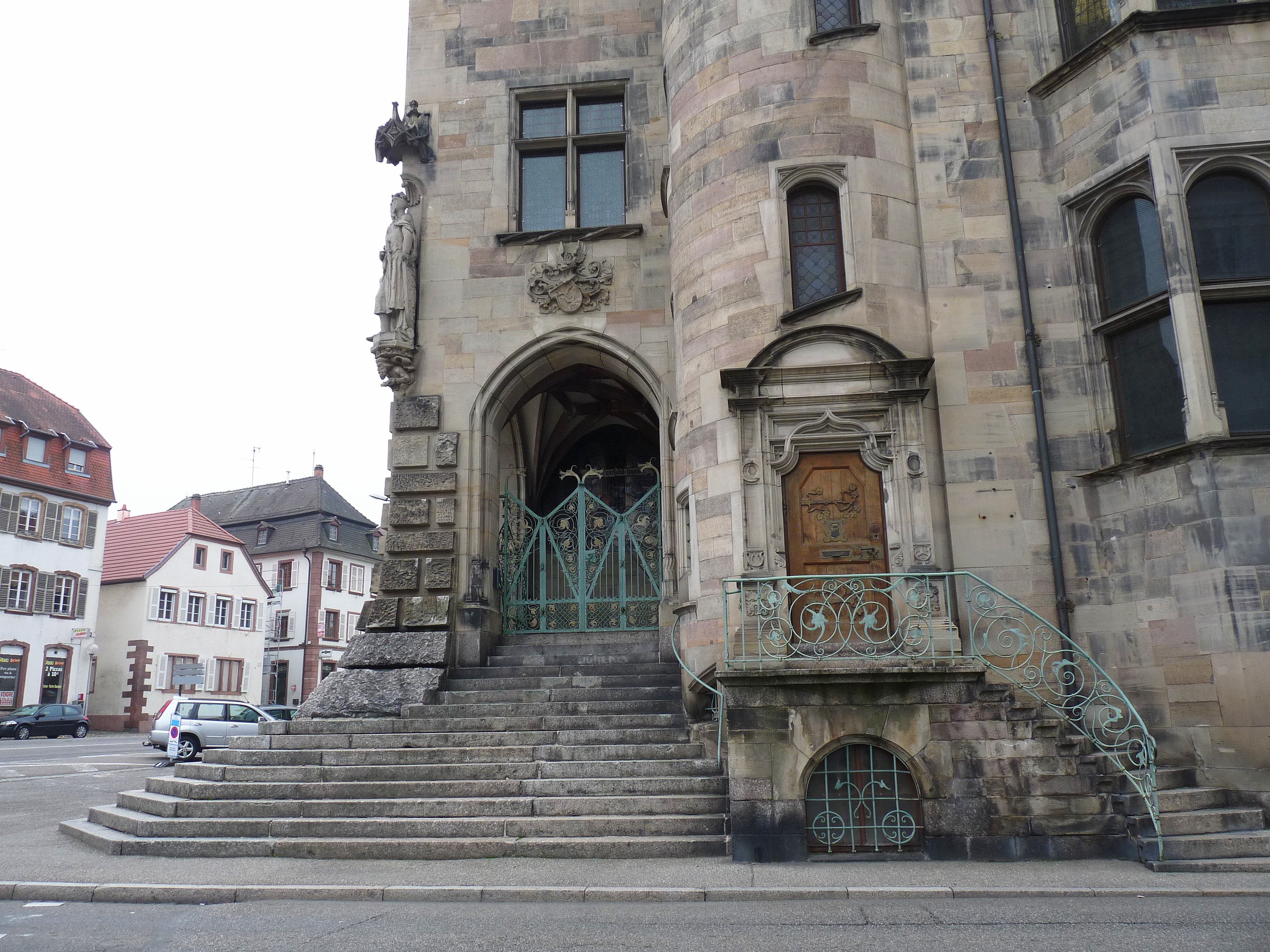
Le côté du Musée historique
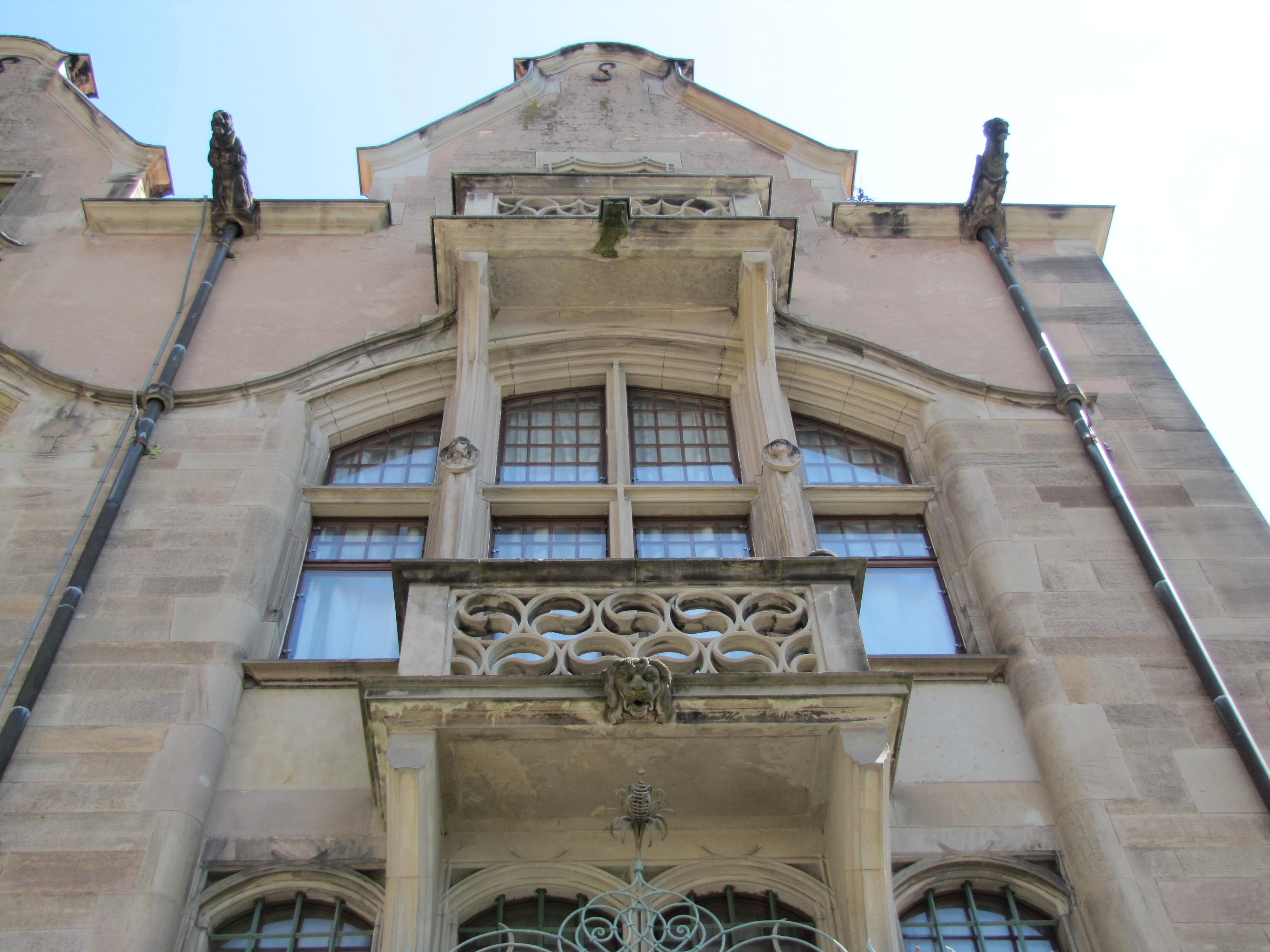
Une des fenêtres du Musée historique
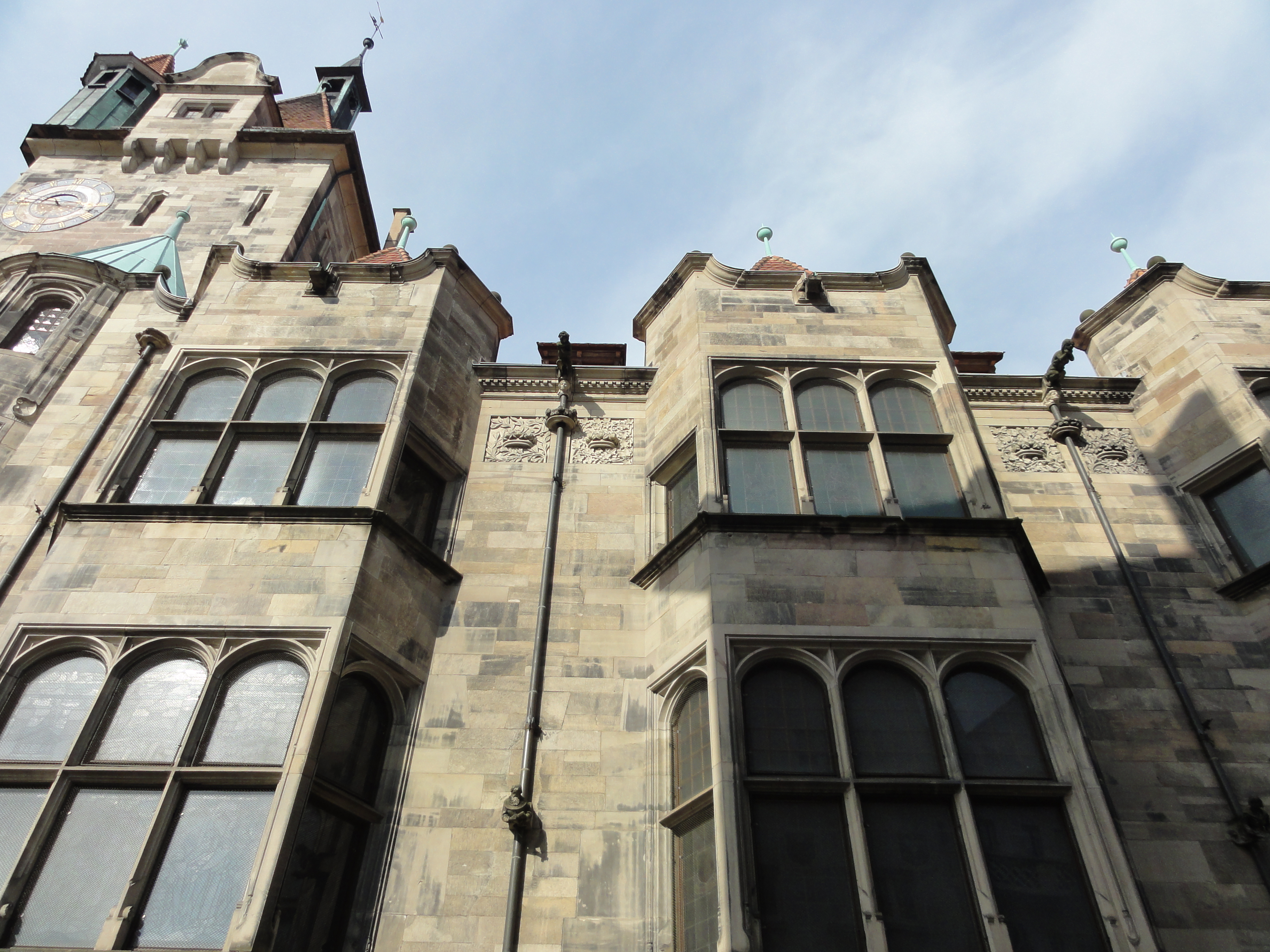
Une des façades du Musée historique
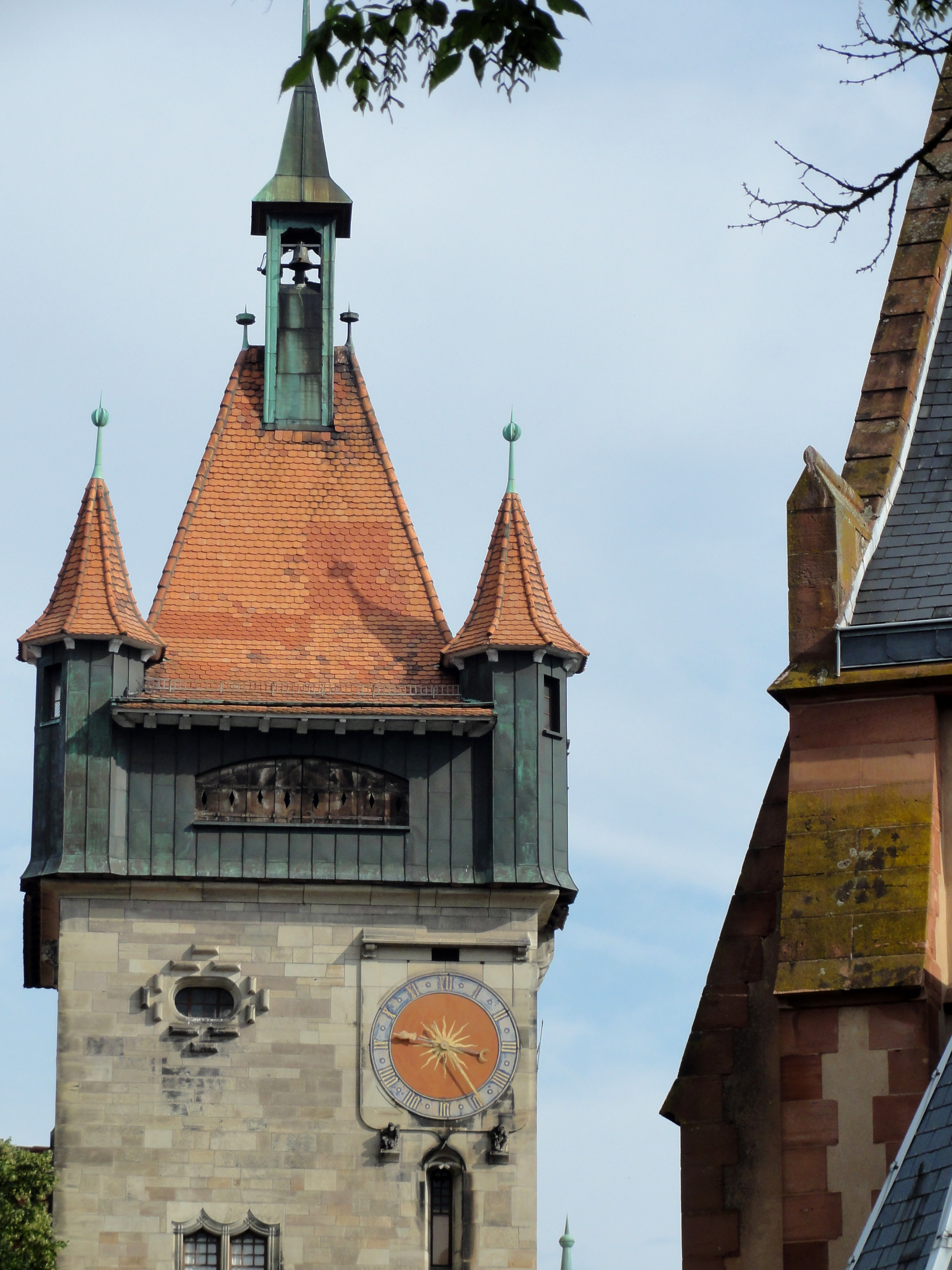
La tour avec le cadran solaire du Musée historique
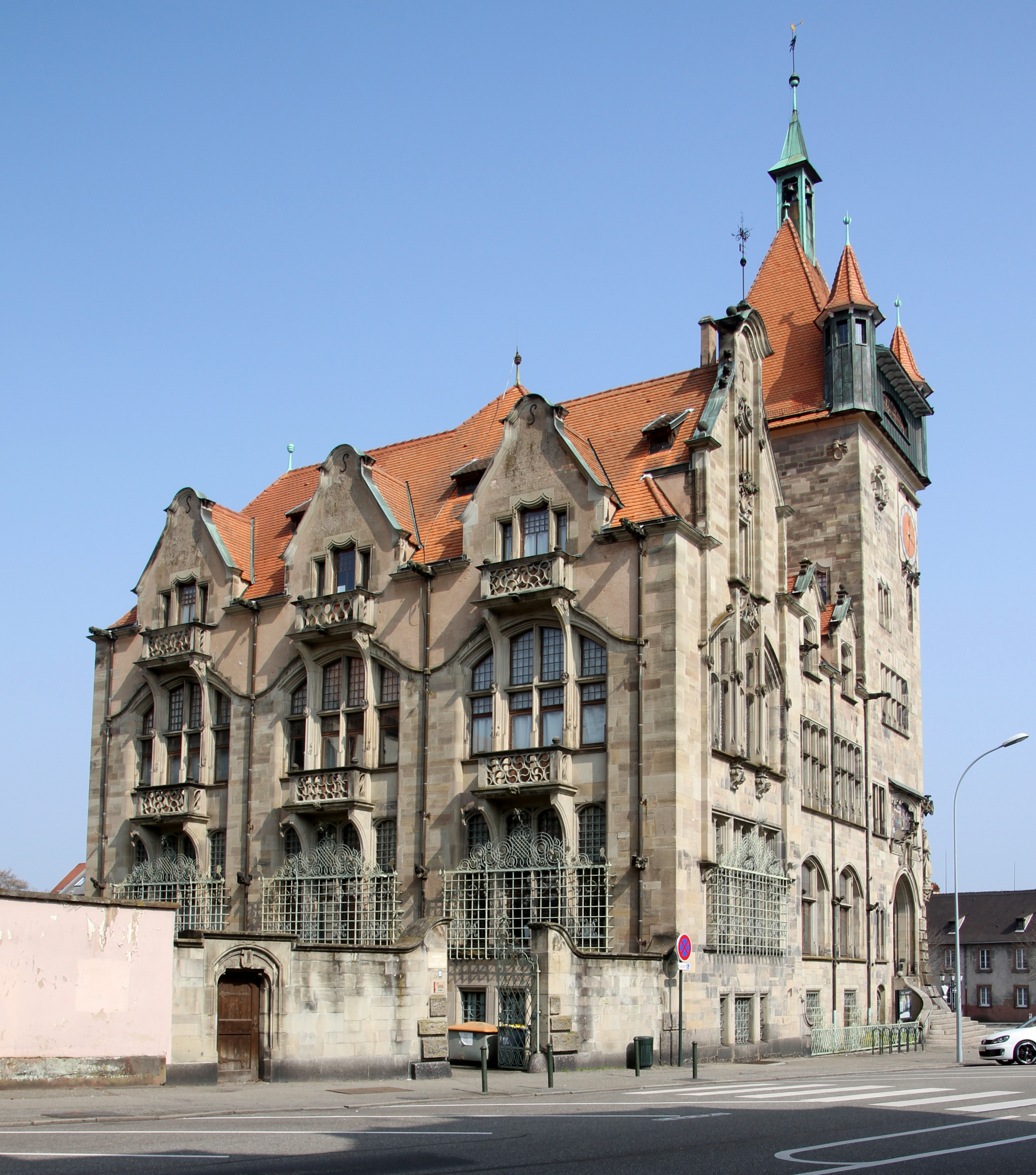
Façade ouest du Musée historique

## Les conservateurs du Musée historique
Le Musée historique de Haguenau a été dirigé par plusieurs conservateurs qui ont mis en valeur les collections dans des salles d'exposition permanente ou temporaire, ont présenté des artistes alsaciens (illustrateurs, céramistes et peintres) ou ont rénové les différentes salles.
- L'abbé Charles Hanauer (...-1908)
- L'abbé Georges Gromer (1908-1945)
- L'abbé André-Marcel Burg (1946-1980)
- Pia Wendling (1980-2013)
- Mathilde Humbert (2013-2020)
- Dimitri Mathiot, (2020-2024)
- Hélène Braeuner, depuis 2024